# Ford F-Serie

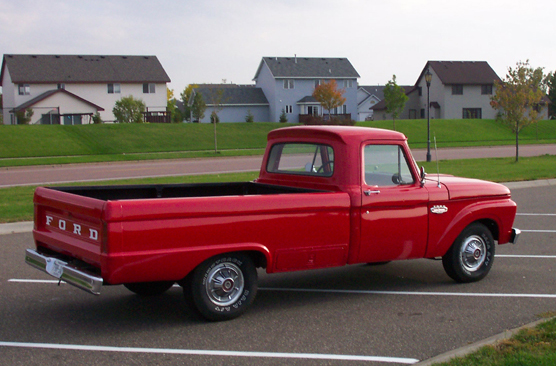
1966er Ford F-100

Die F-Serie von Ford ist eine seit 1948 in der inzwischen vierzehnten Generation angebotene Baureihe von Pick-ups, Omnibus- und Lastkraftwagen-Fahrgestellen der Ford Motor Company. Das Fahrzeug ist in den USA seit 32 Jahren das meistverkaufte Auto (Stand: 2014) und liegt mit insgesamt 40 Millionen produzierten Exemplaren weltweit auf Rang zwei hinter dem Toyota Corolla (Stand: Mai 2022).

## Geschichte
Die erste Generation der F-Serie kam 1948 mit drei verschiedenen Modellen auf den Markt. 72 Jahre später brachte Ford die derzeit aktuelle, nunmehr 14. Generation (siehe Fotoleiste an der rechten Seite) des Pickup-Modells auf den Markt. Die F-Serie stellt das Rückgrat der Ford Motor Company auf dem Heimatmarkt USA dar. Seit Jahren ist es das meistverkaufte Fahrzeug auf dem nordamerikanischen Markt. Im Herbst 2008 wurde es zwar erstmals vom Honda Civic von der Spitze der Zulassungsstatistik verdrängt, über das gesamte Jahr betrachtet führte die Ford-F-Serie jedoch weiterhin die Zulassungsstatistiken an.
Grundlage des Erfolgs sind die unzähligen erhältlichen Karosserie- und Ausstattungsvarianten sowie die erschwinglichen Preise, die bei 17.345 US-Dollar beginnen. Das Modell ist mit unterschiedlich großer Fahrerkabine, verschiedenen Radständen und mehreren Motor- und Antriebsstrangkombinationen erhältlich. Dieselmotoren sind traditionell den Pickups der Heavy-Duty- oder Super-Duty-Reihe Ford F-250/350 vorbehalten.
Beliebt sind die Modelle auch aufgrund ihrer hohen Zuladung (bis zu 1400 kg für F-150 und 2600 kg für F-350) und der hohen Anhängelast (bis zu 5000 kg für F-150 und 8700 kg für F-350).
Die großen Abmessungen (bis zu 6,6 m Länge, 2,4 m Breite und 2 m Höhe) des Fahrzeugs in Kombination mit seinen verbrauchsintensiven Motoren (zwischen 21 und 25 l/100 km je nach Fahrweise) und einem hohen Eigengewicht bis zu 3 t hielten die Ford Motor Company bisher vom Export auf die europäischen Märkte ab.
Der F-150 SVT Lightning galt bis zum Erscheinen des Dodge Ram SRT-10 als schnellster Serien-Pickup der Welt.

## Generation Eins (1948–1952)

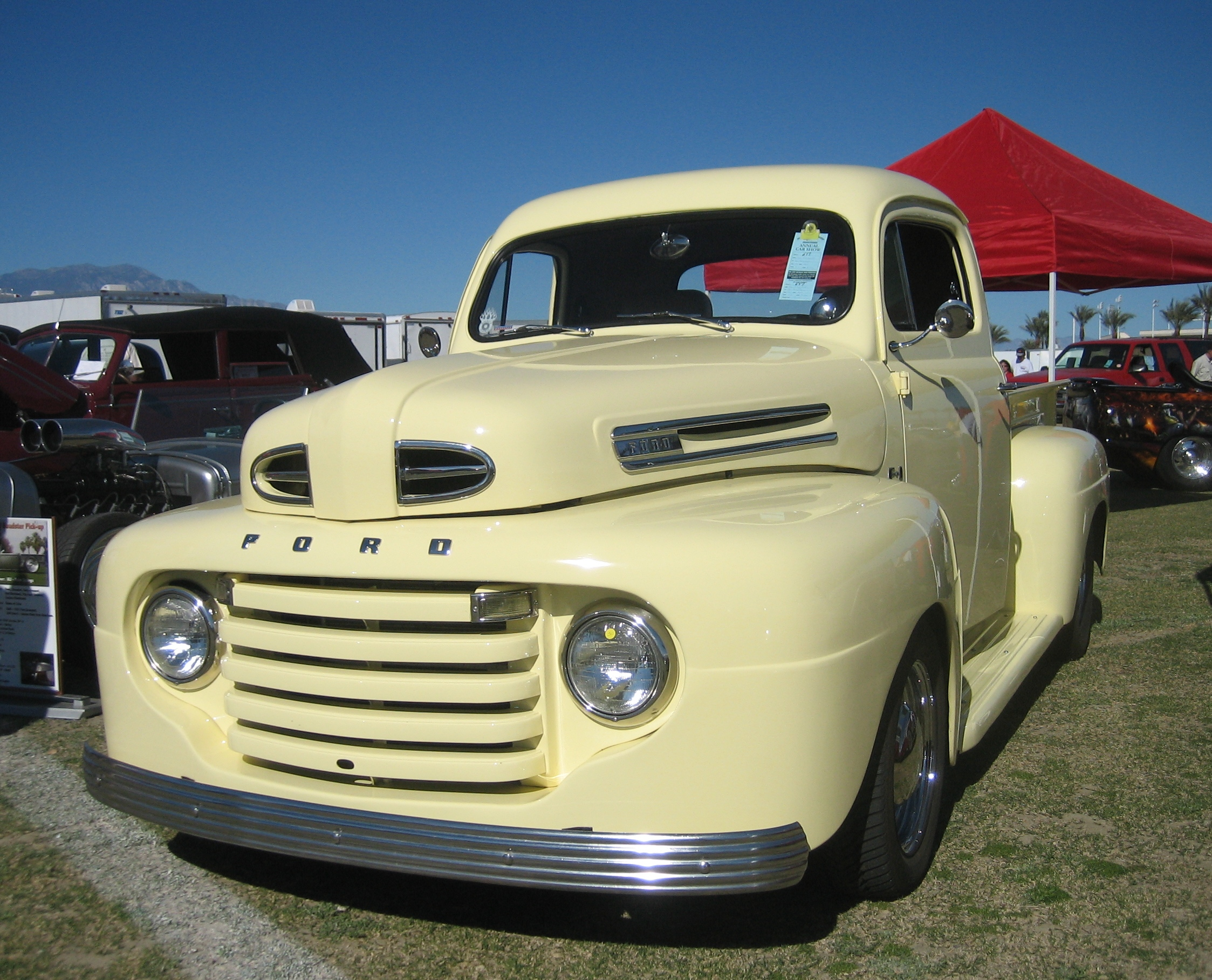
Ford F-1 (1948–1952)

Die erste Generation der F-Serie erschien 1948, damals als Ford F-1 bezeichnet. Das Modell ersetzte damals Pkw-basierte Pickups bei Ford. Die F-Serie war in insgesamt acht Versionen erhältlich, die anhand ihres zulässigen Gesamtgewichts aufsteigend als F-1 bis F-8 bezeichnet wurden. In Kanada wurde das Modell auch unter der Marke Mercury verkauft. Gebaut wurde der Wagen schon damals in sechzehn Ford-Werken in den USA. Die Motorisierung bestand aus Reihen-Sechszylinder- und V8-Motoren mit 3,5 bis 5,5 Litern Hubraum.
Neben den Pickup-Modellen gab es auch Kastenwagen in der Reihe der F1 bis F3 Modelle.
Es gab auch eine Frontlenker-Version für die mittelschweren Lkw.
1951 bekam das Modell einen leicht überarbeiteten Kühlergrill mit großen senkrechten Streben, außerdem wurden die Scheinwerfer weiter seitlich an den Radkästen angebracht.

## Generation Zwei (1953–1956)

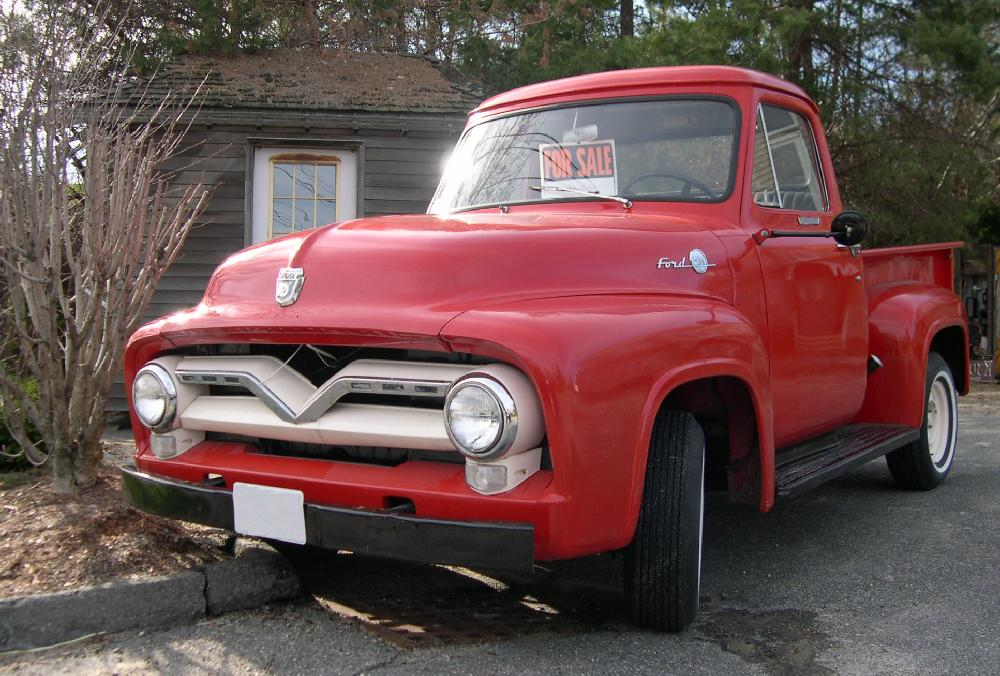
Ford F-100 (1953–1956)

1953 folgte ein komplett überarbeiteter Pickup mit einem wesentlich breiteren Kühlergrill, in den die Scheinwerfer integriert waren. Das Bezeichnungsschema wurde auf F-100 für die Basisversion und ähnliche Nummern bis hinauf zu F-360 geändert, wobei höhere Zahlen allgemein für eine höhere Zuladung stehen. Darüber hinaus gab es auch die F5 bis F8 mittelschweren Lkw, daher gab es nur Reihen-Sechszylinder- und V8-Motoren bis maximal 4,5 Liter Hubraum. Das Mercury-Modell wurde jetzt auch in den USA angeboten, darüber hinaus wurden die Modelle 1957 bis 1962 auch in Brasilien gebaut. Insgesamt wurden von der zweiten Generation 505.184 Exemplare gebaut, davon 25.122 long bed.
Dies war die letzte Generation, in der eine Frontlenker-Version, die von den Pickup-Modellen abgeleitet war, verfügbar war. Nach 1956 wurde sie durch die neue Ford C-Serie ersetzt.

## Generation Drei (1957–1961)

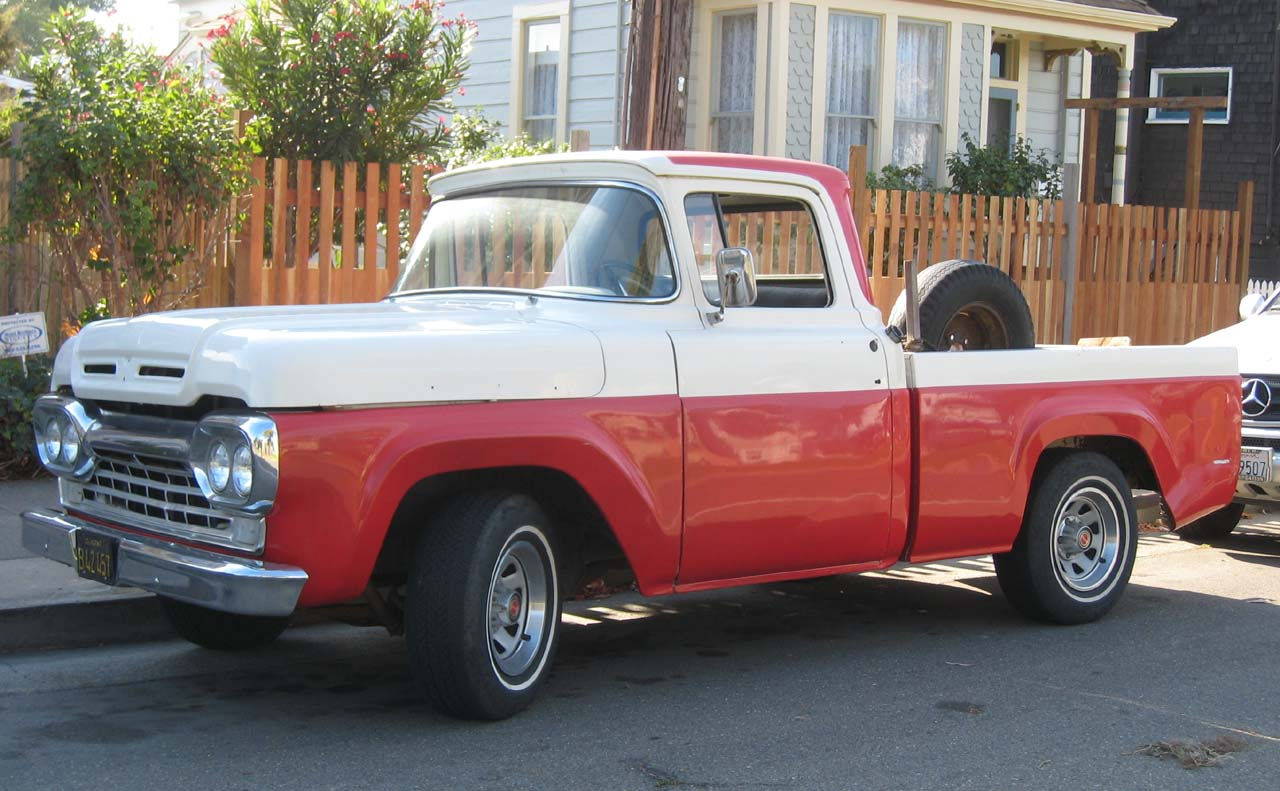
Ford F-100 (1957–1961)

1957 folgte in Nordamerika ein komplett neues Modell mit einer deutlich eckigeren Karosserie und einer über die volle Breite verlaufenden Motorhaube. Zudem gab es eine als styleside bezeichnete Version, bei der die Ladefläche seitlich exakt mit dem Führerhaus abschloss. Anders als im damaligen PKW-Bereich üblich, verzichtete die F-Serie auf umfangreichen Chromschmuck. Wie bereits bei der zweiten Generation, In der Serie gab es mittelschwere Lkw. Es gab drei verschiedene Motoren: Einen Reihen-Sechszylinder mit 3,7 Litern Hubraum sowie zwei V8-Motoren mit 4,5 und 4,7 Litern Hubraum. Die Produktion wurde auf elf verschiedene Standorte eingeschränkt, die F-350 liefen nun nur noch in Louisville vom Band, wo auch heute noch die größten Modelle der F-Serie produziert werden.
Dies war die letzte Generation, in der ein Kastenwagen auf der F-Serie basierte und in den USA erhältlich war. Nach 1961 wurde dies durch die neue Ford E-Serie ersetzt.
Auch dieses Modell wurde nach seiner Einstellung in den USA in Brasilien gefertigt, diesmal gar bis 1971.

## Generation Vier (1961–1966)

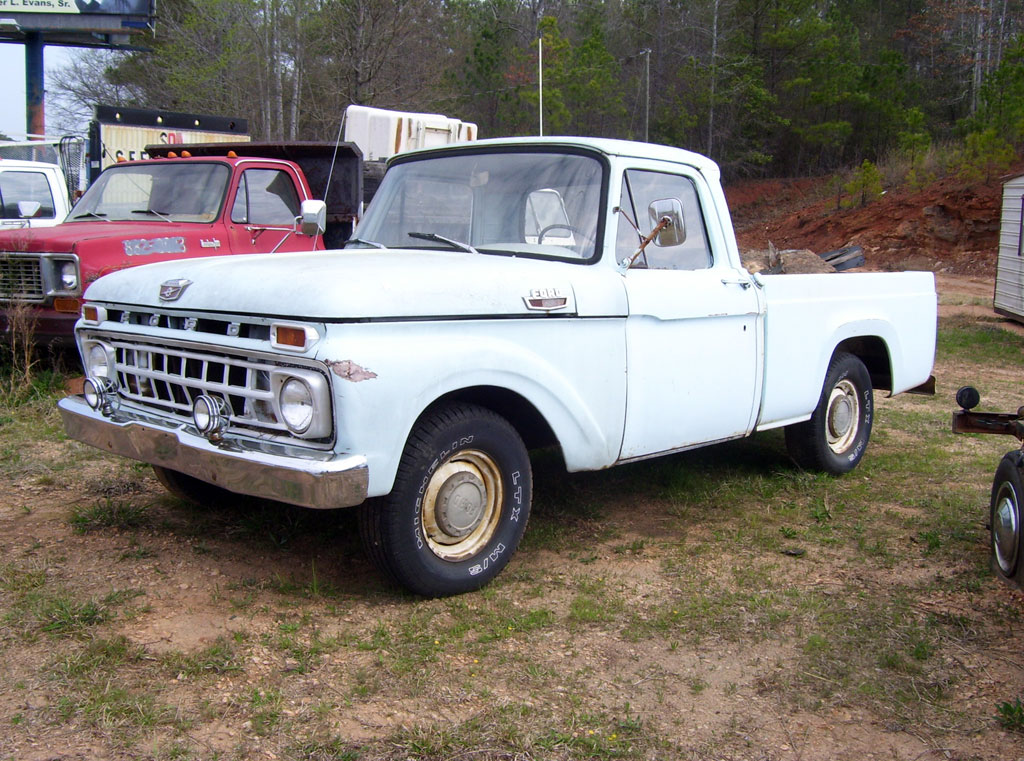
Ford F-100 (1961–1966)

In den USA folgte 1961 eine vierte, optisch komplett neu gestaltete Generation. Erstmals wurden Fahrzeuge der F-Serie für den nordamerikanischen Markt außerhalb der Vereinigten Staaten produziert: In Cuautitlán (Mexiko) und Oakville (Kanada). 1965 wurde erstmals eine Doppelkabine eingeführt. Darüber hinaus gab es eine Version speziell als Basis für vergleichsweise schwere Wohnwagen-Aufbauten. Die Motorenpalette wurde nach oben um einen 5,8-Liter-V8 mit 128 kW erweitert.

## Generation Fünf (1967–1972)

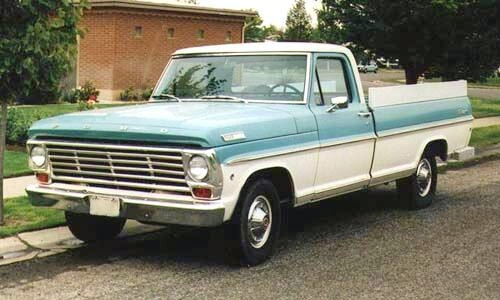
Ford F-100 (1966–1972)

Die 1967 eingeführte fünfte Generation war der damaligen Mode entsprechend extrem eckig gestaltet. Da in den USA ab 1968 bei allen Fahrzeugen eine seitliche Beleuchtung oder Reflektoren angebracht werden mussten, gestaltete Ford die seitlich an der Motorhaube angebrachten Embleme mit integrierten Reflektoren. Als Ford Ranger gab es erstmals eine Luxusversion. Darüber hinaus gab es in vergleichsweise kleinen Stückzahlen verschiedene Spezialversionen für die verschiedensten Anwendungszwecke. Nunmehr wurden V8-Motoren mit bis zu 6,4 Litern und 190 kW verbaut.

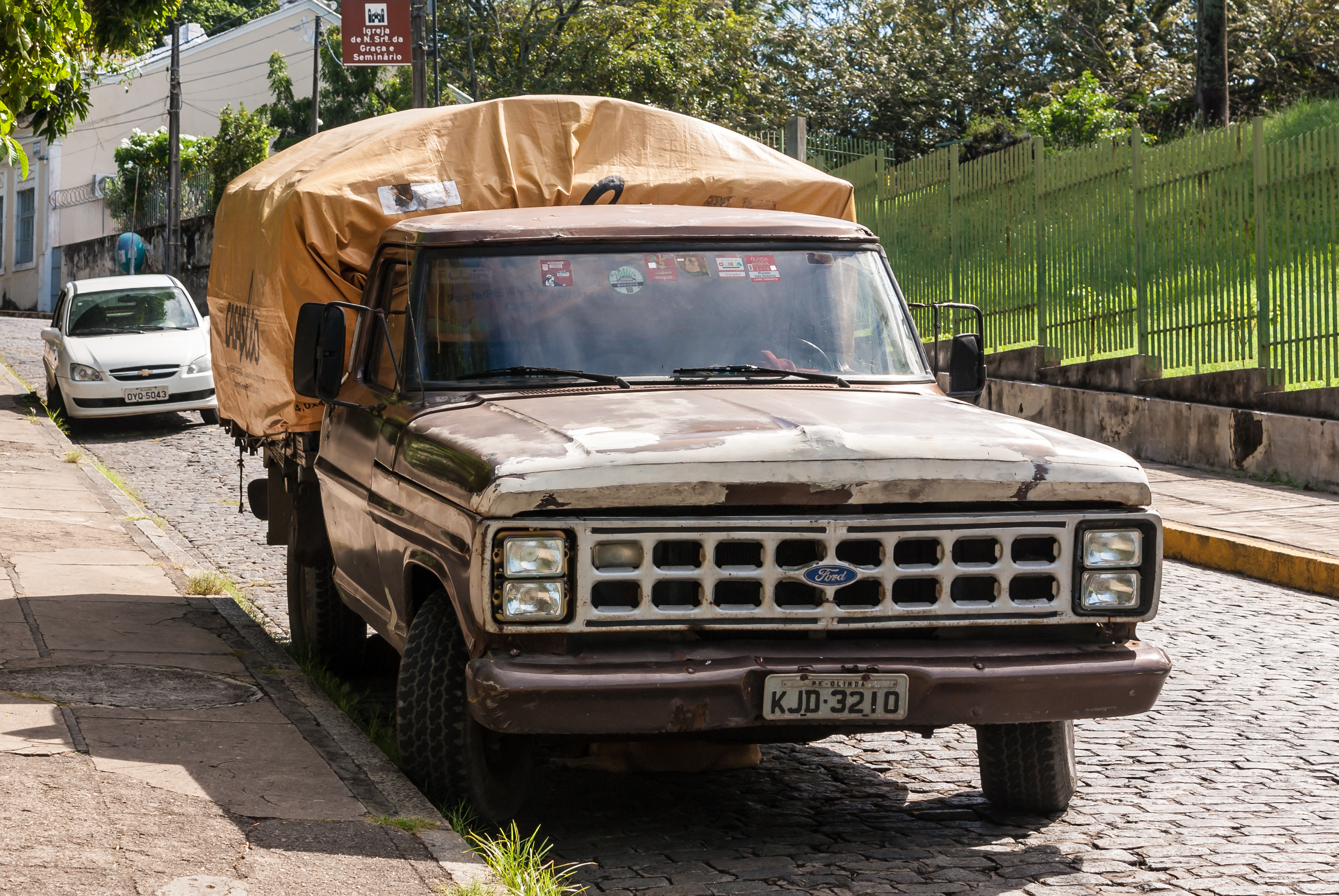
F-4000 der gleichen Baureihe aus brasilianischer Produktion

In Brasilien beerbte dieses Modell – wieder einmal zu seinem Ende in den USA – 1971 die dritte Generation und blieb bis 1992 in der Produktion.
Seit 1970 ergänzte die Ford L-Serie weitgehend die schweren Versionen der Ford F-Serie, aber letztere blieb parallel dazu in Produktion.

## Generation Sechs (1973–1980)

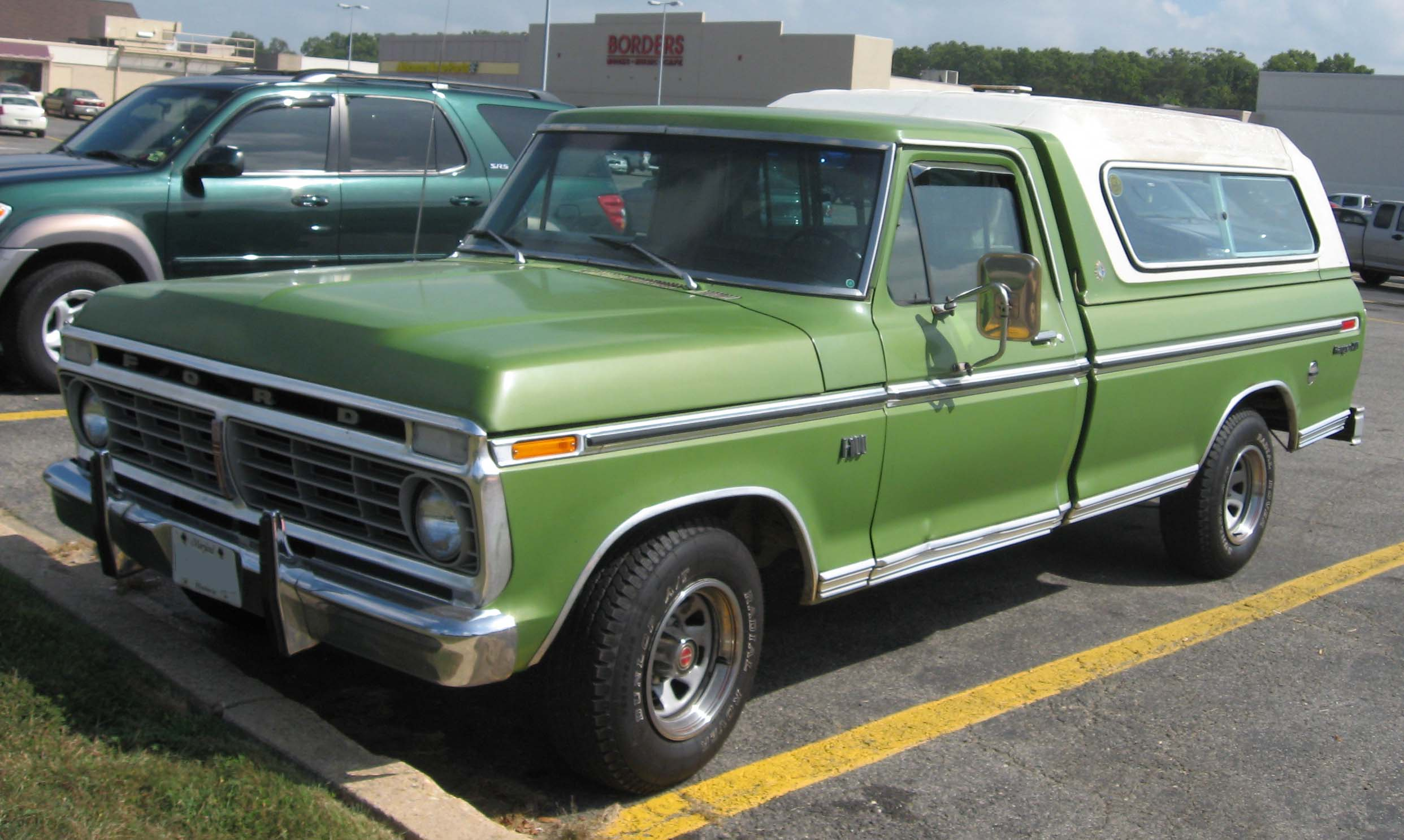
Ford F-100 (1973–1980)

Die 1973 in den USA eingeführte sechste Generation blieb ohne grundlegende Neuerungen, allerdings war dieses Modell 1976 der meistverkaufte Pickup der USA, eine Position, welche die F-Serie bis heute hält. Es bildete außerdem die Basis der 1978 eingeführten, neuen Modellgeneration des Ford Bronco. Optisch fällt vor allem ein „FORD“-Schriftzug in großen Chrom-Buchstaben über dem Kühlergrill auf. Bisher hielt sich Ford mit Markenmerkmalen eher zurück. Neben zwei Reihen-Sechszylindern gab es sechs verschiedene V8-Motoren mit bis zu 7,5 Litern Hubraum.

### Motorisierungen
| Typ  | Hubraum         | Zylinder/Ventile | Bauart      | Leistung | Drehmoment | Maximalgewicht                                                 | Zuladung Styleside                                                                                | Zuladung Flareside                                       | Anhängelast gebremst |
| ---- | --------------- | ---------------- | ----------- | -------- | ---------- | -------------------------------------------------------------- | ------------------------------------------------------------------------------------------------- | -------------------------------------------------------- | -------------------- |
| F100 | 4.9 l (300 cui) | 6/12             | Reihenmotor | 115 PS   | 302 Nm     | 2.540 kg Regular Cab 2.631 kg Super Cab                        | Regular Cab: 2.223 kg SWB 2.177 kg LWB Super Cab: 2.359 kg (2.586 kg HeavyDuty) (2.631 kg HD LWB) | Regular Cab: 2.449 kg SWB 2.359 kg LWB (2.540 kg LWB HD) | 1.800 kg             |
|      | 5.0 l (302 cui) | 8/16             | V-Motor     | 132 PS   | 328 Nm     | 2.540 kg Regular Cab 2.631 kg Super Cab                        | Regular Cab: 2.223 kg SWB 2.177 kg LWB Super Cab: 2.359 kg (2.586 kg HeavyDuty) (2.631 kg HD LWB) | Regular Cab: 2.449 kg SWB 2.359 kg LWB (2.540 kg LWB HD) | 1.800 kg             |
|      | 5.8 l (351 cui) | 8/16             | V-Motor     | 146 PS   | 376 Nm     | 2.540 kg Regular Cab 2.631 kg Super Cab                        | Regular Cab: 2.223 kg SWB 2.177 kg LWB Super Cab: 2.359 kg (2.586 kg HeavyDuty) (2.631 kg HD LWB) | Regular Cab: 2.449 kg SWB 2.359 kg LWB (2.540 kg LWB HD) | 1.800 kg             |
|      | 6.6 l (400 cui) | 8/16             | V-Motor     | 171 PS   | 441 Nm     | 2.540 kg Regular Cab 2.631 kg Super Cab                        | Regular Cab: 2.223 kg SWB 2.177 kg LWB Super Cab: 2.359 kg (2.586 kg HeavyDuty) (2.631 kg HD LWB) | Regular Cab: 2.449 kg SWB 2.359 kg LWB (2.540 kg LWB HD) | 1.800 kg             |
| F150 | 4.9 l (300 cui) | 6/12             | Reihenmotor | 115 PS   | 302 Nm     | 2.790 kg Regular Cab 2.903 kg Super Cab                        |                                                                                                   |                                                          | 2.000 kg             |
|      | 5.0 l (302 cui) | 8/16             | V-Motor     | 132 PS   | 328 Nm     | 2.790 kg Regular Cab 2.903 kg Super Cab                        |                                                                                                   |                                                          | 2.000 kg             |
|      | 5.8 l (351 cui) | 8/16             | V-Motor     | 146 PS   | 376 Nm     | 2.790 kg Regular Cab 2.903 kg Super Cab                        |                                                                                                   |                                                          | 2.000 kg             |
|      | 6.6 l (400 cui) | 8/16             | V-Motor     | 171 PS   | 441 Nm     | 2.790 kg Regular Cab 2.903 kg Super Cab                        |                                                                                                   |                                                          | 2.000 kg             |
|      | 7.5 l (460 cui) | 8/16             | V-Motor     | 223 PS   | 495 Nm     | 2.790 kg Regular Cab 2.903 kg Super Cab                        |                                                                                                   |                                                          | 2.000 kg             |
| F250 | 4.9 l (300 cui) | 6/12             | Reihenmotor | 115 PS   | 302 Nm     | 3.583 kg Regular Cab 3.674 kg Super Cab 3.490 kg Crew Cab      |                                                                                                   |                                                          | 2.000 kg             |
|      | 5.8 l (351 cui) | 8/16             | V-Motor     | 146 PS   | 376 Nm     | 3.583 kg Regular Cab 3.674 kg Super Cab 3.490 kg Crew Cab      |                                                                                                   |                                                          | 2.000 kg             |
|      | 6.6 l (400 cui) | 8/16             | V-Motor     | 171 PS   | 441 Nm     | 3.583 kg Regular Cab 3.674 kg Super Cab 3.490 kg Crew Cab      |                                                                                                   |                                                          | 2.000 kg             |
|      | 7.5 l (460 cui) | 8/16             | V-Motor     | 223 PS   | 495 Nm     | 3.583 kg Regular Cab 3.674 kg Super Cab 3.490 kg Crew Cab      |                                                                                                   |                                                          | 2.000 kg             |
| F350 | 4.9 l (300 cui) | 6/12             | Reihenmotor | 115 PS   | 302 Nm     | 4.536 kg Regular Cab 4.490 kg 140 in Wheelbase 4.173 Super Cab |                                                                                                   |                                                          | 2.000 kg             |
|      | 5.8 l (351 cui) | 8/16             | V-Motor     | 146 PS   | 376 Nm     | 4.536 kg Regular Cab 4.490 kg 140 in Wheelbase 4.173 Super Cab |                                                                                                   |                                                          | 2.000 kg             |
|      | 6.6 l (400 cui) | 8/16             | V-Motor     | 171 PS   | 441 Nm     | 4.536 kg Regular Cab 4.490 kg 140 in Wheelbase 4.173 Super Cab |                                                                                                   |                                                          | 2.000 kg             |
|      | 7.5 l (460 cui) | 8/16             | V-Motor     | 223 PS   | 495 Nm     | 4.536 kg Regular Cab 4.490 kg 140 in Wheelbase 4.173 Super Cab |                                                                                                   |                                                          | 2.000 kg             |

### Ausführungen
|             |                                   | F100 SWB | F100 LWB | F150 SWB | F150 LWB | F250 SWB | F250 LWB | F350 SWB | F350 LWB |
| ----------- | --------------------------------- | -------- | -------- | -------- | -------- | -------- | -------- | -------- | -------- |
| Cabin-Style | Regular Cab                       | X        | X        |          | X        |          | X        |          | X        |
|             | Super Cab                         | X        | X        | X        | X        | X        | X        |          | X        |
|             | Crew Cab                          |          |          |          |          | X        |          |          | X        |
|             | Chassis Cab                       |          |          |          |          |          |          | X        | X        |
|             | Stake                             |          |          |          |          |          |          | X        | X        |
| Bed-Style   | Flareside                         | X        | X        | X        | X        | X        | X        |          |          |
|             | Styleside                         | X        | X        | X        | X        | X        | X        | X        | X        |
| Getriebe    | 3-Gang manuell                    | X        | X        | X        | X        | X        | X        |          |          |
|             | 4-Gang manuell                    | X        | X        | X        | X        | X        | X        | X        | X        |
|             | 4-Gang manuell mit Overdrive      | X        | X        | X        | X        | X        | X        |          |          |
|             | 4-Gang Automatik (Cruise-O-Matic) | X        | X        | X        | X        | X        | X        | X        | X        |

## Generation Sieben (1980–1987)

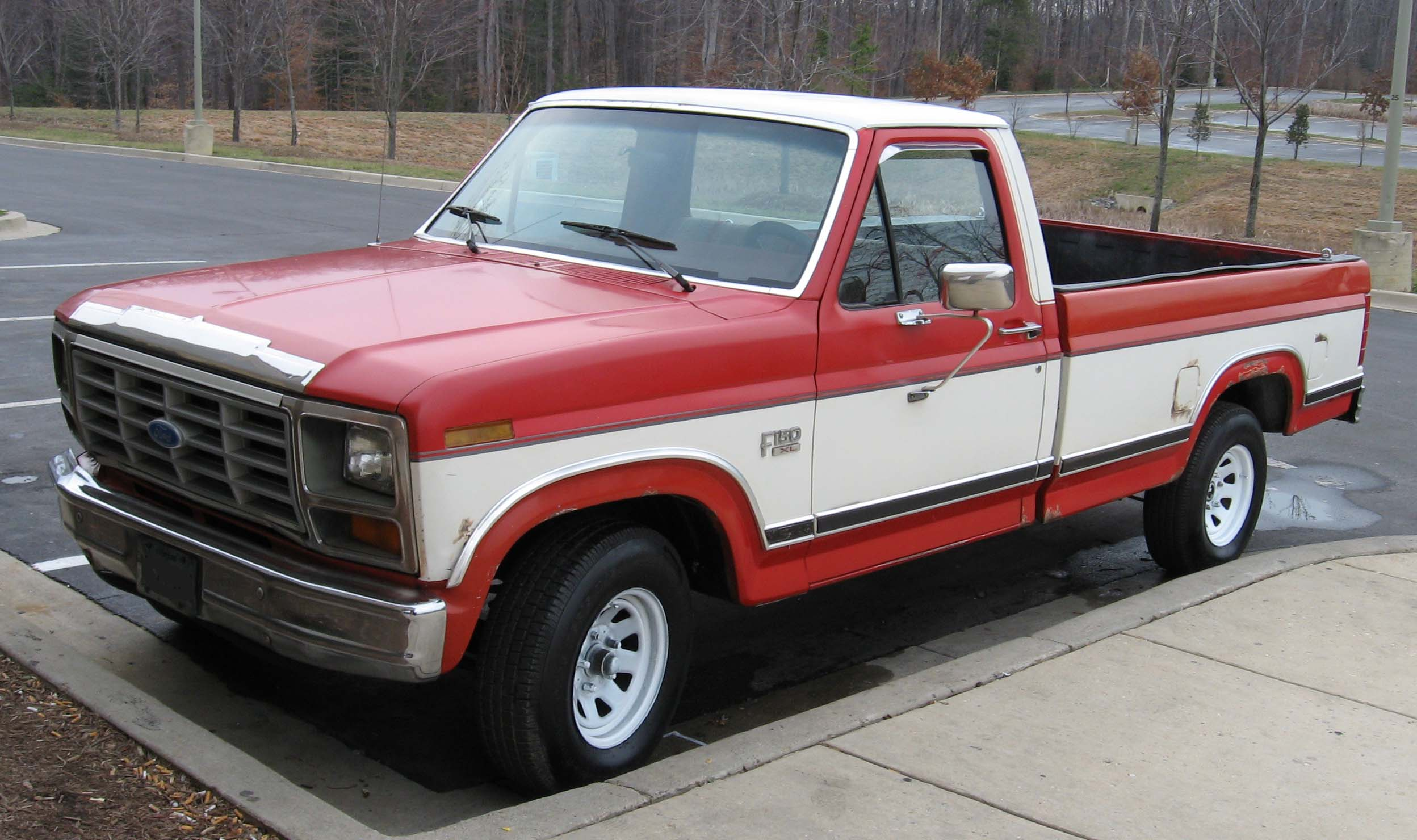
Ford F-150 (1980–1987)

1980 wurde das gesamte Fahrzeugdesign eckiger und auf einen geringeren Luftwiderstand, und damit auf niedrigeren Kraftstoffverbrauch, optimiert. Der Kühlergrill hatte ein grobes Wabenmuster mit (ab 1982) dem modernen Ford-Logo in seiner Mitte. Mit dieser Generation baute Ford erstmals ein Allrad-Fahrzeug mit einer vorderen Einzelradaufhängung, außerdem wurden erstmals Karosserieteile zum Schutz vor Korrosion verzinkt. Ab Ende 1983 hieß die kleinste Version nicht mehr F-100, sondern F-150. Der Ford Ranger stellte ab 1982 ein eigenständiges Modell dar und ersetzte die zweite Modellgeneration des Ford Courier. Ab 1982 gab es das Modell mit einem V6-Motor statt des uralten Reihen-Sechszylinders, dieser Motor setzte sich jedoch nicht durch und wurde Ende 1983 wieder aus dem Programm genommen. Ein neuer 6,9-Liter-Diesel-V8 hatte dagegen eine längere Zukunft.

## Generation Acht (1987–1992)

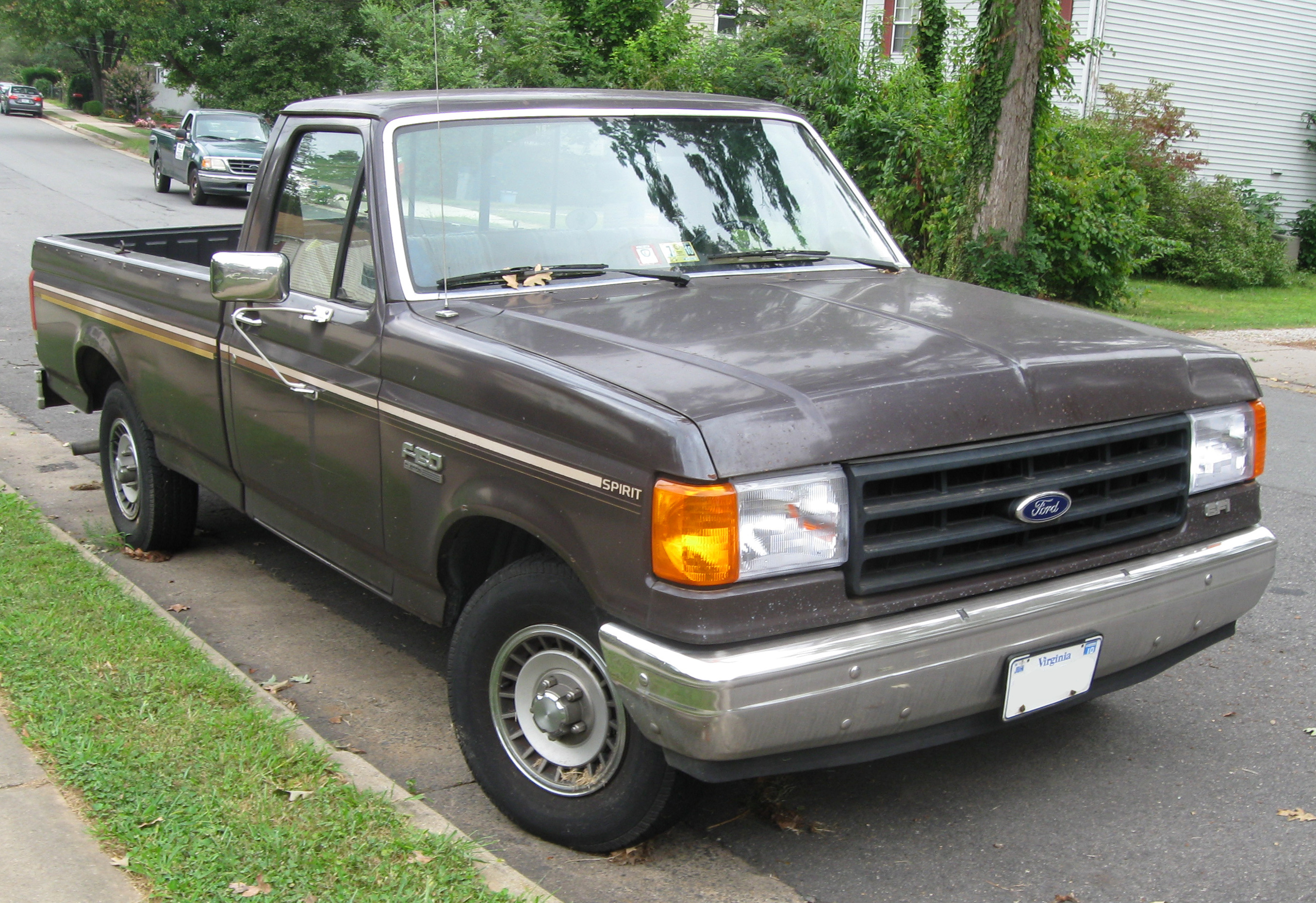
Ford F-150 (1987–1992)

Mit der achten Generation 1987 änderte sich das Design deutlich. Die bisher stets eher verborgen an der Seite angebrachten Blinker wanderten an die Fahrzeugecken und statt viel Chrom gab es nun schwarzen Kunststoff. Zum ersten Mal verfügte ein Pickup über ein serienmäßiges Antiblockiersystem für die Hinterräder. Außerdem erhielt der 4,9-Liter-Motor eine elektronische Einspritzanlage anstelle eines Vergasers.
1988 wurde der 6,9-Liter-Dieselmotor durch einen 7,3-Liter-Diesel-V8 ersetzt, der 130 kW leistete. Auch die Ottomotoren mit 5,8 und 7,5 Litern Hubraum verfügten ab nun über eine Einspritzanlage, so dass Ford keine Vergaser-Motoren in der F-Serie mehr anbot.
Erstmals gab es eine eigene Version F-Super Duty, die deutlich größer als die Grundversion war und über Zwillingsreifen an der Hinterachse verfügte. Motorisiert war das Modell mit dem 7,4-Liter-V8 oder dem 7,3-Liter-Diesel-V8.

## Generation Neun (1992–1996)

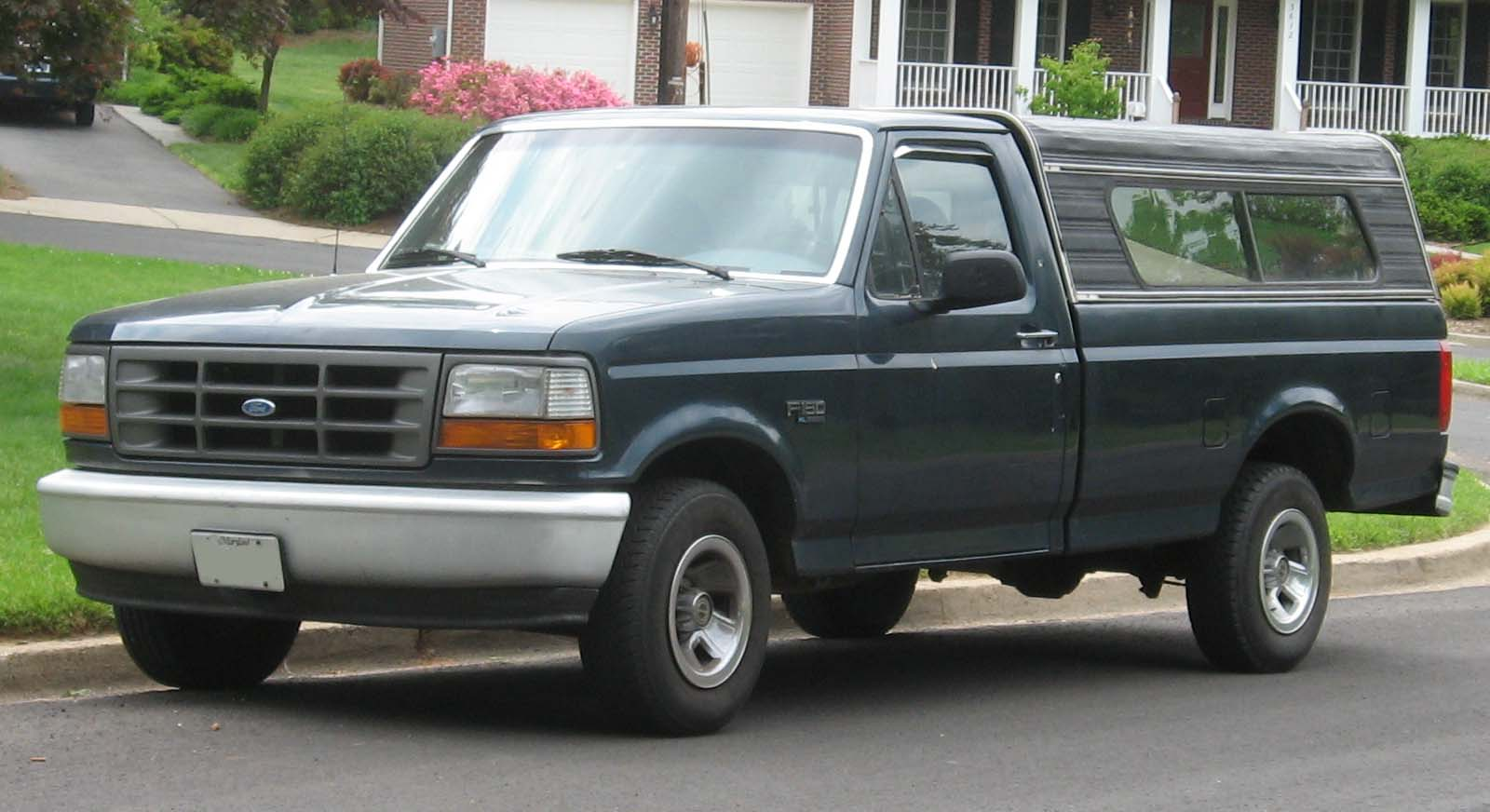
Ford F-150 (1992–1996)

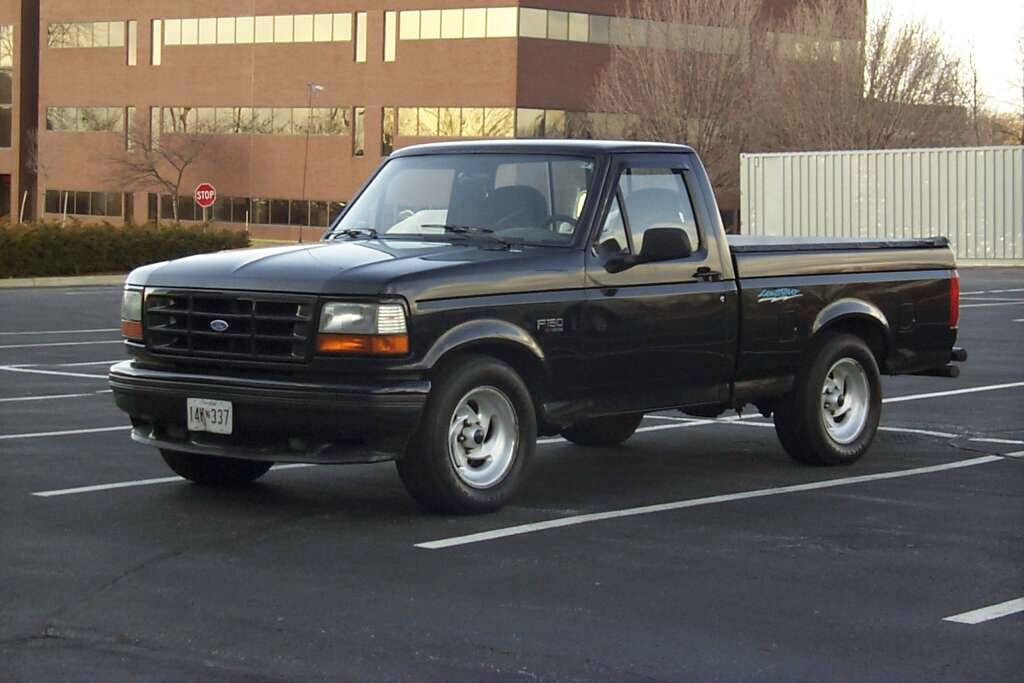
F-150 SVT Lightning

Die neunte Generation folgte 1992, die Front wurde glatter und damit aerodynamischer gestaltet. Die Überarbeitung setzte sich im Innenraum mit einem neu gestalteten Armaturenbrett fort. Der Super Duty blieb die Vorversion. 1993 wurde außerdem die erste Generation des F150 SVT Lightning eingeführt, eine von Fords Special Vehicle Team auf Performance optimierte Variante. Angetrieben wurde der Lightning von einer 243 PS (179 kW) starken Version des 5,8-Liter Windsor V8s.
Für das Modelljahr 1994 wurden einige technische Änderungen vorgenommen. Neben einem Seitenairbag für den Fahrer gab es nun eine dritte Bremsleuchte und eine FCKW-freie Klimaanlage. Optional erhältlich waren eine Funkfernbedienung, Alarmanlage, CD-Radio und ein elektrisch verstellbarer Fahrersitz.
1994 wurde der 7,3-Liter-Dieselmotor überarbeitet, dank eines Turboladers und Direkteinspritzung leistete er nun 175 kW und lieferte 576 Nm Drehmoment.

## Generation Zehn (1996–2004)

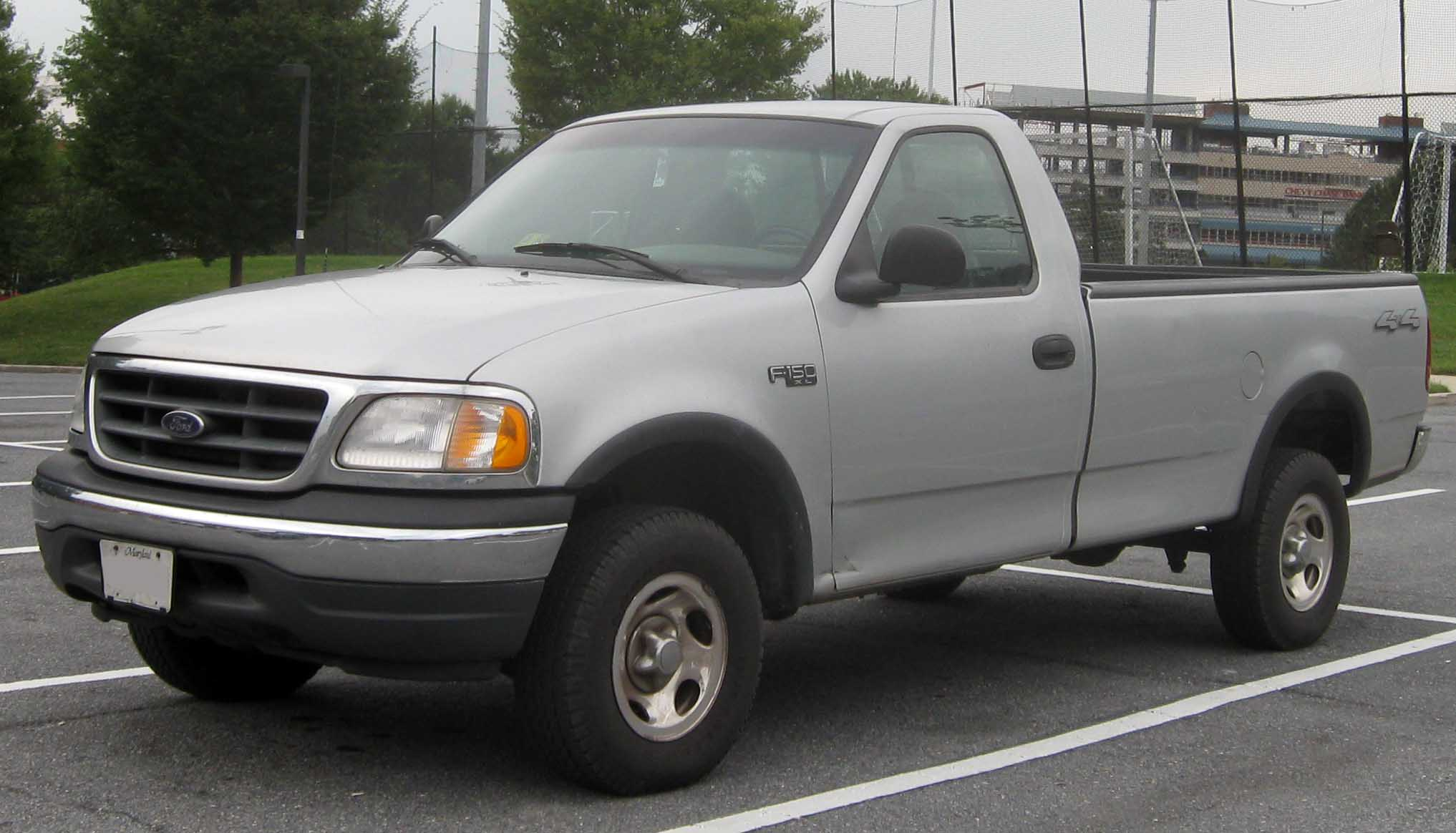
Ford F-150 (1996–2004)

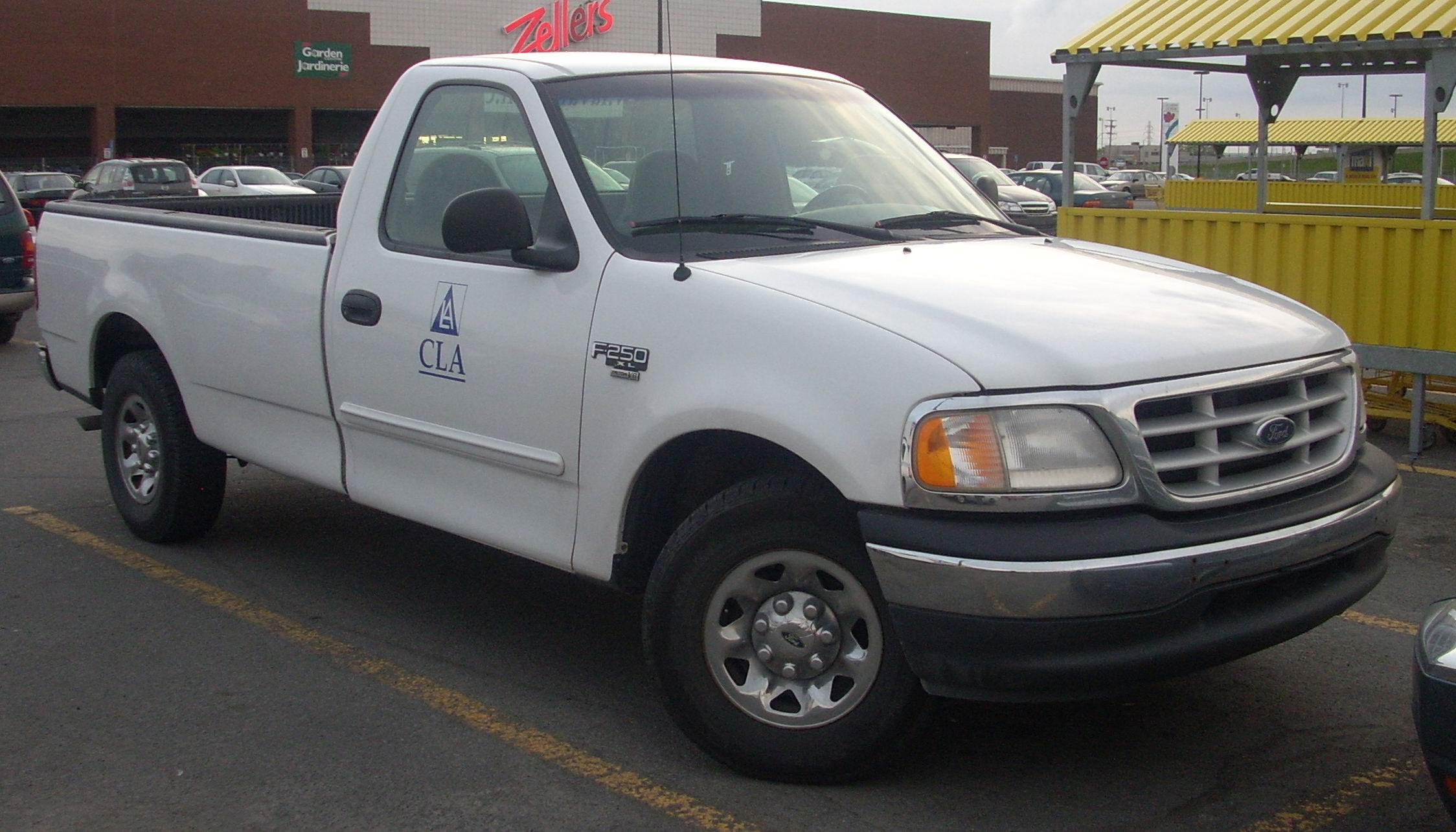
1997 F-250

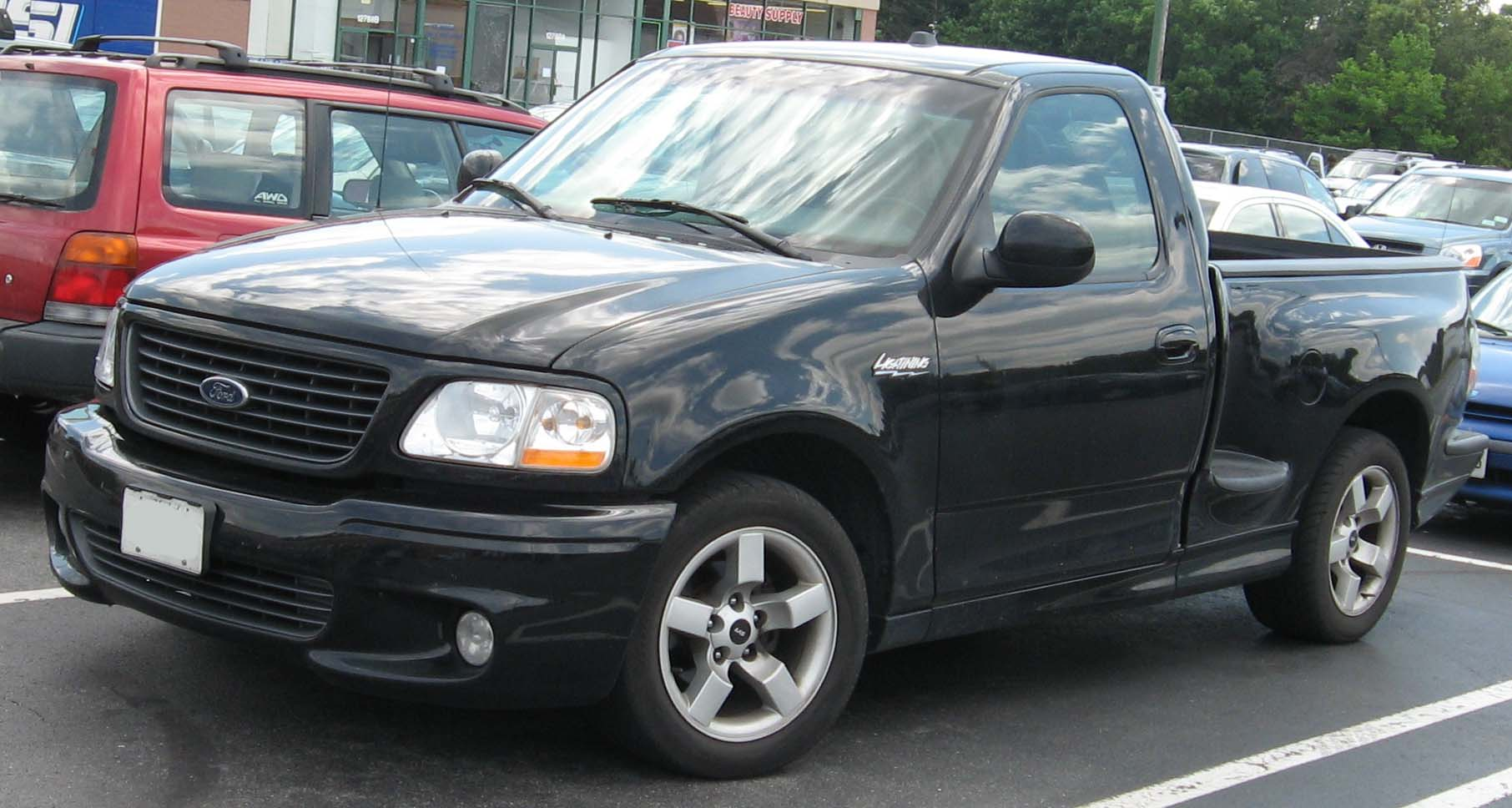
F-150 SVT Lightning

Die 1996 eingeführte zehnte Generation bekam die größte optische Überarbeitung seit langer Zeit. Eine leicht abgerundete Front ließ das Fahrzeug wesentlich aerodynamischer wirken. Die Motorenpalette wurde radikal überarbeitet und auf drei Motoren reduziert – einen V6 mit 4,2 Litern Hubraum sowie zwei V8 mit 4,6 und 5,4 Litern Hubraum. So gab es keinen Dieselmotor und auch nach fast fünfzig Jahren keine Reihen-Sechszylindermotoren mehr. Der Super Duty wurde zum folgenden Modelljahr als eigenständiges Modell eingeführt und im Zuge dessen das Grundmodell nur noch als Pickup gebaut, nicht mehr als Chassis-Cab. Im Modelljahr 1997 wurde daher noch ein F-250 angeboten. Ab dem Modelljahr 1998 waren alle Modell über dem F-150 nur noch als Super Duty erhältlich.
Der SVT Lightning wurde zum Modelljahr 1999 wiederbelebt. Diesmal mit 5,4-l-Kompressor-Motor und 268 kW.

## Generation Elf (2004–2008)

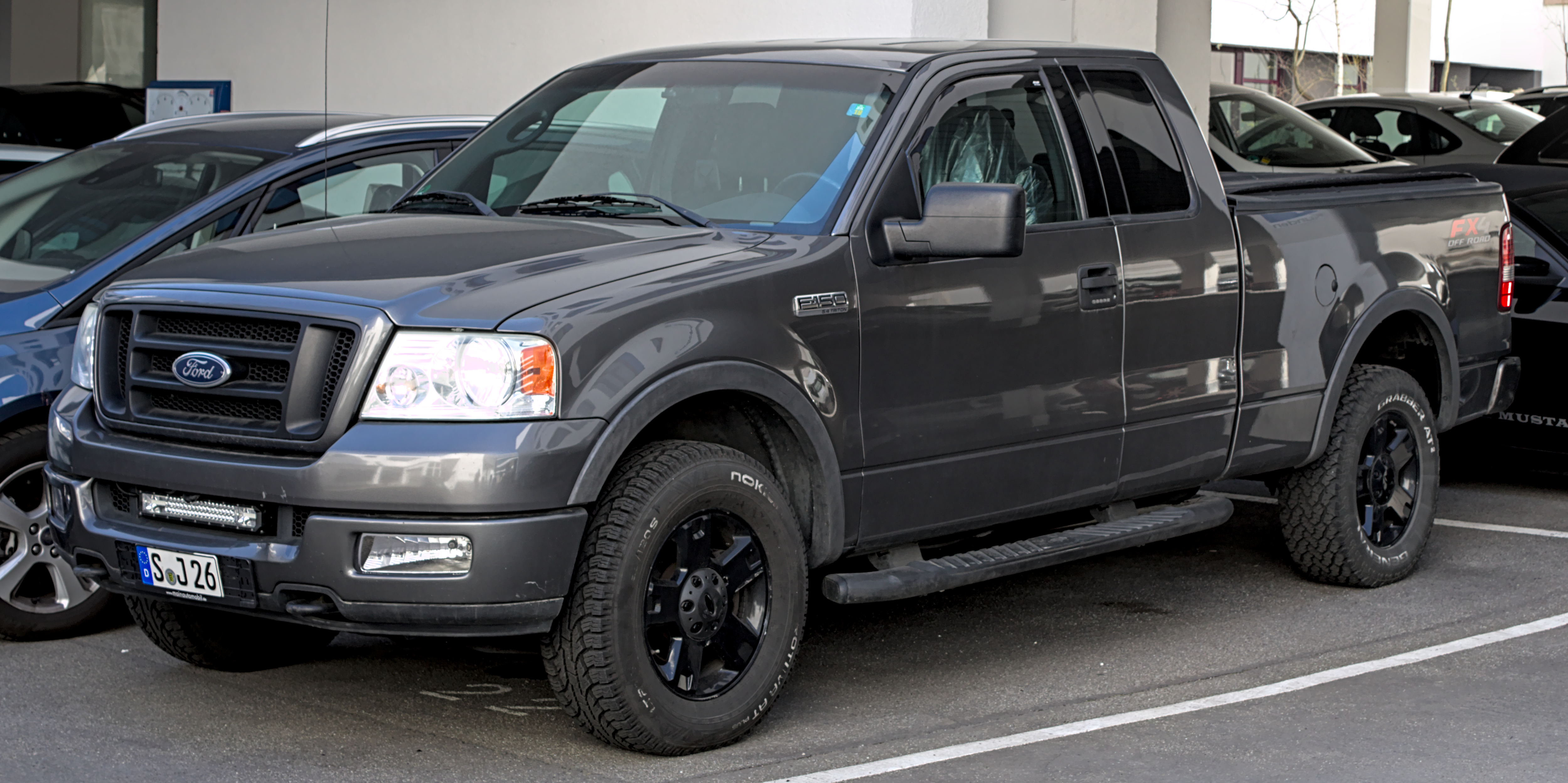
Ford F-150 (2004–2008)

Die elfte Generation des Jahres 2004 brachte weitere optische Modernisierungen.
Das Basismodell mit 4,2-Liter-V6-Motor und Schaltgetriebe war zur Markteinführung ausschließlich für die Fahrzeugflotten von Firmenkunden erhältlich, normale Käufer konnten bis zum Jahr 2005 nur zwischen zwei V8-Motoren mit 4,6 oder 5,4 Liter Hubraum und Viergang-Automatgetriebe wählen. Beim 5,4-Liter-Motor handelte es sich um eine Neuentwicklung mit Dreiventiltechnologie.
Ab dem Modelljahr 2006 gab es eine Flex-Fuel-Version des 5,4-Liter-Motors, die mit Bioethanol betankt werden konnte. Außerdem wurde der vordere Stoßfänger mit runden Nebelscheinwerfern ausgestattet, es gab andere Vordersitze mit mehr Seitenhalt und neue 20-Zoll-Leichtmetallräder. Zum ersten Mal wurde ein Navigationssystem optional angeboten.
Die Generation erreichte in den Crashtests der NHTSA die höchste Bewertungen von 5 Sternen beim Frontaufprall.

## Generation Zwölf (2008–2014)

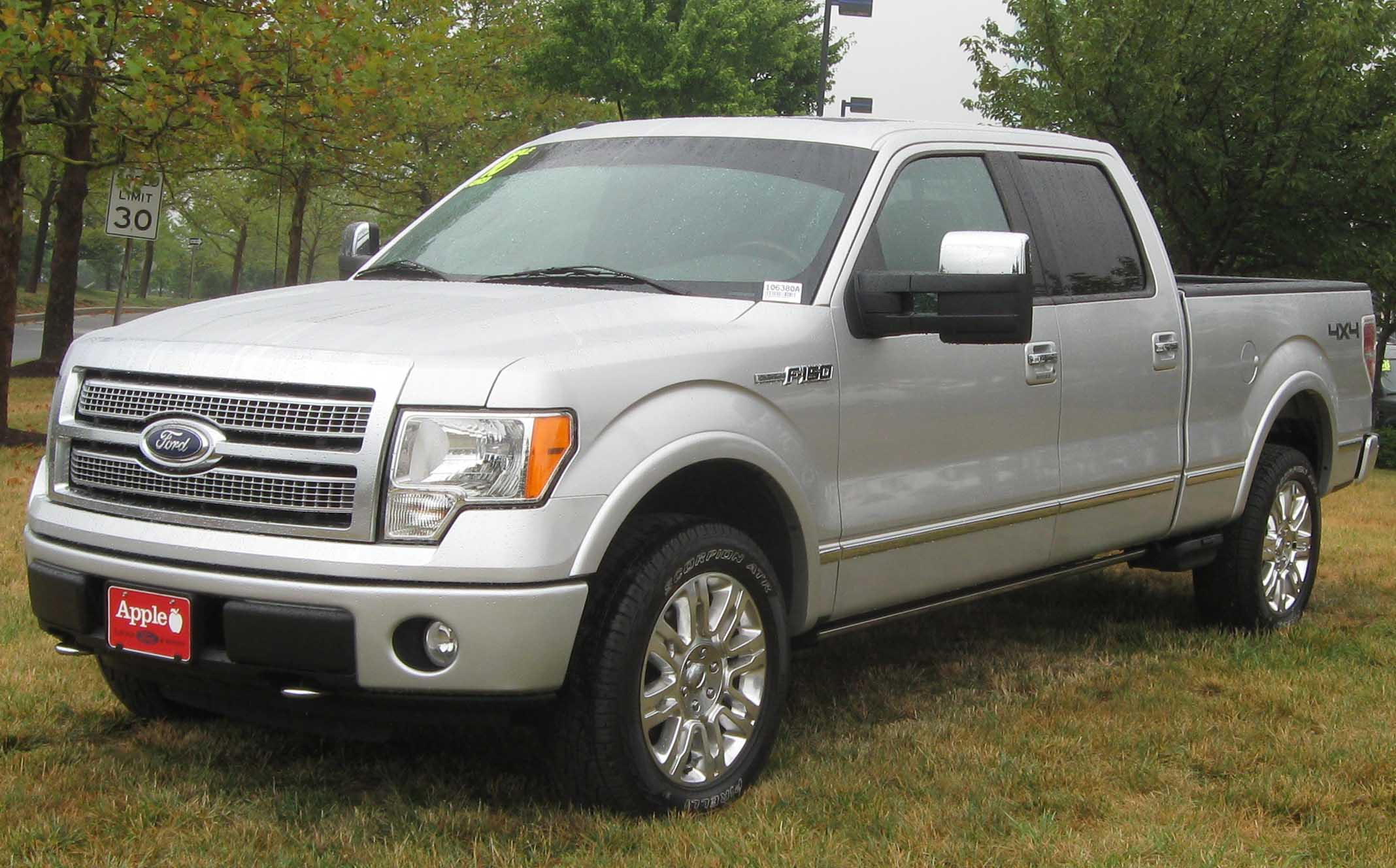
Ford F-150 (2008–2014)

Ab Herbst 2008 stand der stark überarbeitete F-150 bei den amerikanischen Händlern. Wie bereits die beiden Vorgänger erhielt auch diese Modellgeneration im Jahr 2009 die Auszeichnung North American Truck of the Year.
Diese Modellgeneration des F-150 wurde nicht mehr mit manuellem Schaltgetriebe gebaut; bei den Super-Duty-Modellen F-250 und F-350 wurde es jedoch weiterhin angeboten. Neben einem 4,6-Liter-V8-Motor, den es in zwei Versionen mit 185 kW oder 218 kW gab, wurde ein 5,4-Liter-V8-Motor angeboten, der 230 kW leistet. Diesen Motor gab es, leicht überarbeitet, auch in einer E85-tauglichen Version, die 240 kW leistete.
Dazu wurde die Sicherheitsausstattung deutlich verbessert; erstmals wurde in einem Pick-up dieser Größe ein ESP verbaut, das zudem über einen automatischen Wankausgleich (Roll Stability Control, RSC) verfügt – ein System, das Ford in fast allen US-Modellen anbietet. Außerdem verfügte die zwölfte Generation über Seitenairbags für Fahrer und Beifahrer, dazu über Kopf-Schulter-Airbags für die Passagiere der ersten und zweiten Sitzreihe.
Für das Modelljahr 2011 wurde die Motorenpalette komplett überarbeitet; alle bisher erhältlichen Motoren entfielen. Dafür gab es nun einen neuen V6-Motor mit 3,7 Litern Hubraum (225 kW) und einen V8 mit 5 Litern Hubraum (270 kW). Beide Motoren stammten aus dem aktuellen Ford Mustang und waren E85-tauglich. Dazu gab es den aus den Super-Duty-Modellen bekannten 6,2-Liter-V8-Motor mit 306 kW.
Im Frühjahr 2011 führte Ford einen neuen, aufgeladenen Ecoboost-V6-Motor mit 3,5 Litern Hubraum ein, der bei nahezu identischem Benzinverbrauch 272 kW hatte (rund 20 Prozent mehr als der weiterhin angebotene 3,7-Liter-V6-Motor).

## Generation Dreizehn (2014–2020)

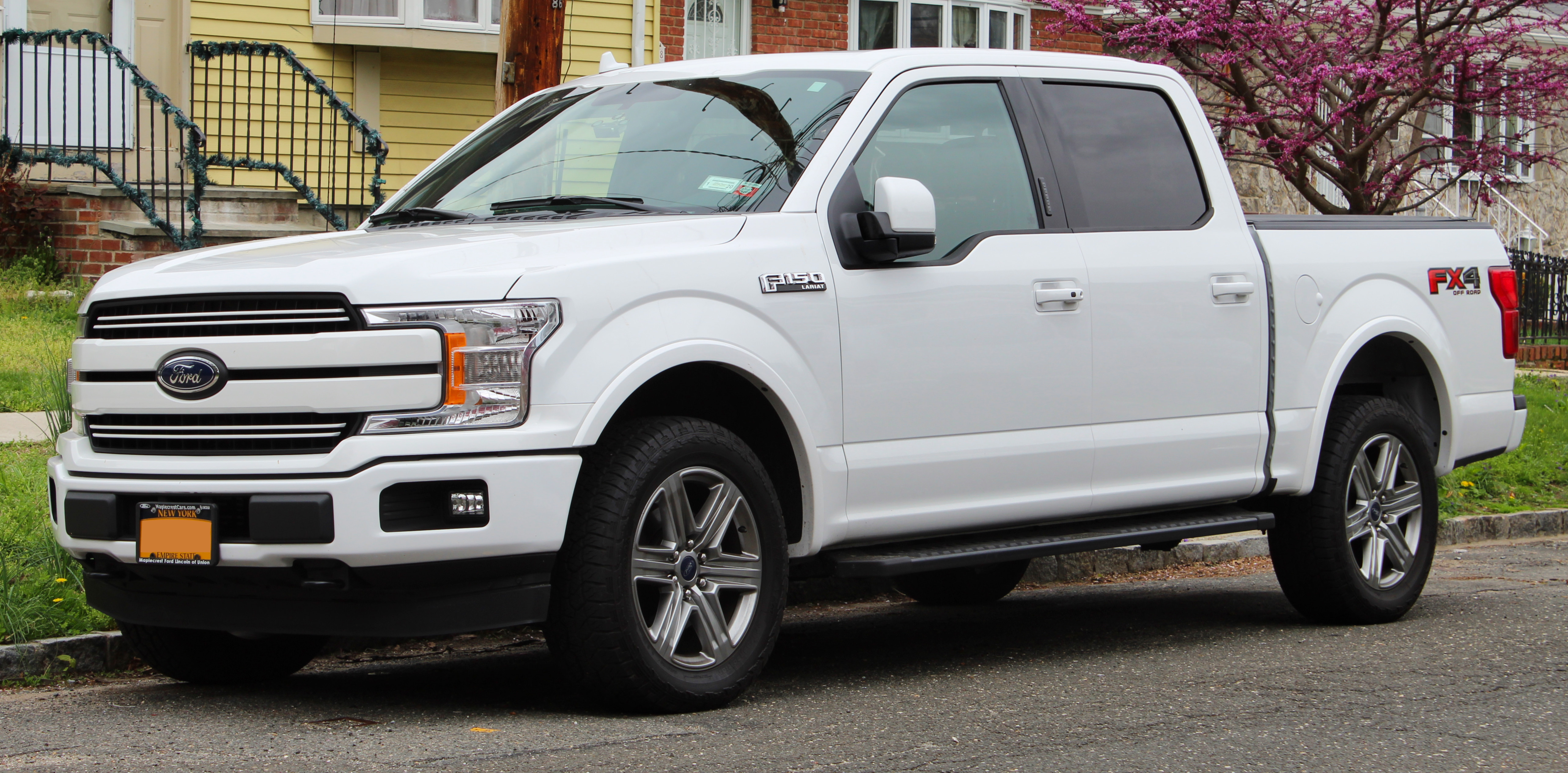
Ford F-150 (2014–2020)

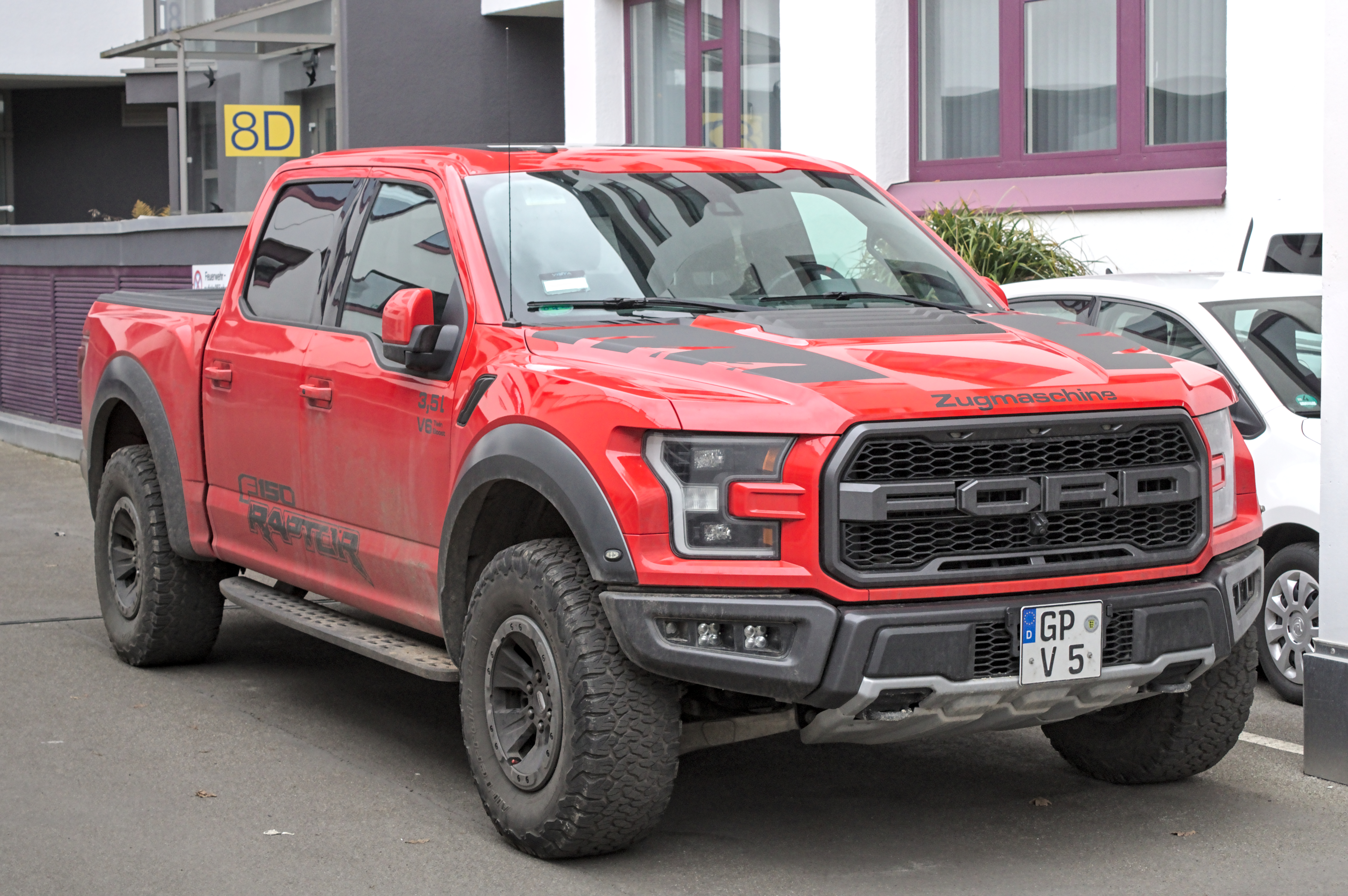
Ford F-150 Raptor (2016–2020)

Ab Dezember 2014 war die dreizehnte Generation im Handel erhältlich. Das erste Fahrzeug aus Massenproduktion ist am 11. November 2014 in Dearborn fertiggestellt worden.
Diese Generation basiert auf dem Konzept des Ford Atlas. Durch Einsatz von Aluminiumlegierungen und höchstfesten Stählen wird eine Gewichtseinsparung von bis zu 350 kg im Vergleich zum 2,5 Tonnen schweren Vorgänger erzielt. Die zusätzlichen Materialkosten für die Aluminiumkarosserie werden auf 1000 bis 1500 US-Dollar pro Fahrzeug geschätzt. Die jährlich benötigte Menge an Aluminium beträgt 350.000 Tonnen, damit verarbeitet Ford laut Lieferant Alcoa für dieses Modell mehr Aluminium als die gesamte europäische Fahrzeugindustrie zusammen. Der Großauftrag an die Lieferanten Alcoa und Novelis lastete deren Walzwerke aus und verknappt Aluminium auf dem Weltmarkt.
Es werden zunächst vier unterschiedliche Motoren angeboten. Einstiegsmotorisierung wird ein neu entwickelter 3,5-Liter-V6-Ottomotor sein, außerdem wird ein neuentwickelter 2,7-Liter-V6-Ottomotor der EcoBoost-Motorenreihe angeboten, der 239 kW (325 PS) und 500 Nm Drehmoment leistet. Die beiden übrigen Motorisierungen – der 5,0-Liter-V8-Motor und der 3,5-Liter-EcoBoost-V6 – werden vom Vorgänger übernommen.
Erstmals für einen Pickup wird Ford optionale LED-Scheinwerfer anbieten sowie ein rahmenloses Fenster für die Rückwand der Fahrerkabine.
Diese Generation wird nach einem Komplettumbau der Fabrik zunächst nur im Dearborn Truck Plant in Dearborn hergestellt. Anschließend wird die Produktion des Vorgängers im Kansas City Assembly Plant in Claycomo (Clay County, Missouri) heruntergefahren, um dieses Werk anschließend ebenfalls umzubauen. Im ersten Produktionsjahr plant Ford bis zu 850.000 Fahrzeuge herzustellen.

### Behördenversion
Ford kündigte in der Produktreihe den ersten speziell für den Polizeieinsatz gebauten Pickup an. In der Behördenversion des F-150 wurde ein FX4 Off-Road Fahrwerk, Goodyear Wrangler Bereifung und eine 240 Ampere Lichtmaschine an einem Twin-Turbo V6 Motor verbaut.

#### Karosserieversionen
|                       | Regular Cab                 | Regular Cab                 | Super Cab                   | Super Cab                   | Super Crew                  | Super Crew                  |
| Ladefläche            | 6,5 ft 1981 mm              | 8,0 ft 2438 mm              | 6,5 ft 1981 mm              | 8,0 ft 2438 mm              | 5,0 ft 1524 mm              | 6,5 ft 1981 mm              |
| --------------------- | --------------------------- | --------------------------- | --------------------------- | --------------------------- | --------------------------- | --------------------------- |
| Länge × Breite × Höhe | 5316 mm × 2029 mm × 1918 mm | 5789 mm × 2029 mm × 1908 mm | 5890 mm × 2029 mm × 1918 mm | 6362 mm × 2029 mm × 1918 mm | 5890 mm × 2029 mm × 1920 mm | 6190 mm × 2029 mm × 1923 mm |
| Radstand              | 3109 mm                     | 3584 mm                     | 3683 mm                     | 4158 mm                     | 3683 mm                     | 3983 mm                     |

Länge Ladefläche in mm berechnet (1 ft = 304,8 mm)

#### Technische Daten
|                            | 2.7 V6 EcoBoost            | 3.3 V6                     | 3.5 V6 EcoBoost            | 3.5 V6 EcoBoost             | H.O. 3.5 V6 EcoBoost        | 3.5 Ti-VCT V6              | 5.0 Ti-VCT V8              | 5.0 Ti-VCT V8               | 3.0 V6 Diesel               |
| -------------------------- | -------------------------- | -------------------------- | -------------------------- | --------------------------- | --------------------------- | -------------------------- | -------------------------- | --------------------------- | --------------------------- |
| Bauzeitraum                | 2014–2020                  | 2017–2020                  | 2014–2016                  | 2016–2020                   | 2016–2020                   | 2014–2017                  | 2014–2017                  | 2017–2020                   | 2017–2020                   |
| Motorkenndaten             |                            |                            |                            |                             |                             |                            |                            |                             |                             |
| Motortyp                   | V6-Turbo-Ottomotor         | V6-Ottomotor               | V6-Turbo-Ottomotor         | V6-Turbo-Ottomotor          | V6-Turbo-Ottomotor          | V6-Ottomotor               | V8-Ottomotor               | V8-Ottomotor                | V6-Dieselmotor              |
| Hubraum                    | 2694 cm³                   |                            | 3507 cm³                   | 3507 cm³                    | 3507 cm³                    | 3490 cm³                   | 4948 cm³                   | 4948 cm³                    |                             |
| max. Leistung bei min−1    | 242 kW (329 PS) / 5750     | 216 kW (294 PS) / 6500     | 272 kW (370 PS) / 5000     | 280 kW (381 PS) / 5000      | 336 kW (457 PS) / 5000      | 210 kW (286 PS) / 6250     | 287 kW (390 PS) / 5750     | 295 kW (401 PS) / 5750      | 186 kW (253 PS) / 3250      |
| max. Drehmoment bei min−1  | 508 Nm / 3000              | 359 Nm / 4000              | 570 Nm / 2500              | 640 Nm / 3500               | 691 Nm / 3500               | 346 Nm / 4000              | 525 Nm / 3850              | 542 Nm / 4500               | 597 Nm / 1750               |
| Kraftübertragung           |                            |                            |                            |                             |                             |                            |                            |                             |                             |
| Antrieb, serienmäßig       | Hinterradantrieb           | Hinterradantrieb           | Hinterradantrieb           | Hinterradantrieb            | Hinterradantrieb            | Hinterradantrieb           | Hinterradantrieb           | Hinterradantrieb            | Hinterradantrieb            |
| Antrieb, optional          | Allradantrieb              | Allradantrieb              | Allradantrieb              | Allradantrieb               | Allradantrieb               | Allradantrieb              | Allradantrieb              | Allradantrieb               | Allradantrieb               |
| Getriebe, serienmäßig      | 6-Stufen-Automatikgetriebe | 6-Stufen-Automatikgetriebe | 6-Stufen-Automatikgetriebe | 10-Stufen-Automatikgetriebe | 10-Stufen-Automatikgetriebe | 6-Stufen-Automatikgetriebe | 6-Stufen-Automatikgetriebe | 10-Stufen-Automatikgetriebe | 10-Stufen-Automatikgetriebe |
| Messwerte                  |                            |                            |                            |                             |                             |                            |                            |                             |                             |
| Höchstgeschwindigkeit      | k. A.                      | k. A.                      | k. A.                      | k. A.                       | 170 km/h (abgeregelt)       | 170 km/h (abgeregelt)      | 170 km/h (abgeregelt)      | k. A.                       | k. A.                       |
| Beschleunigung, 0–100 km/h | 6,3 s                      | k. A.                      | k. A.                      | k. A.                       | 5,1 s                       | k. A.                      | k. A.                      | k. A.                       | k. A.                       |

## Generation Vierzehn (seit 2020)

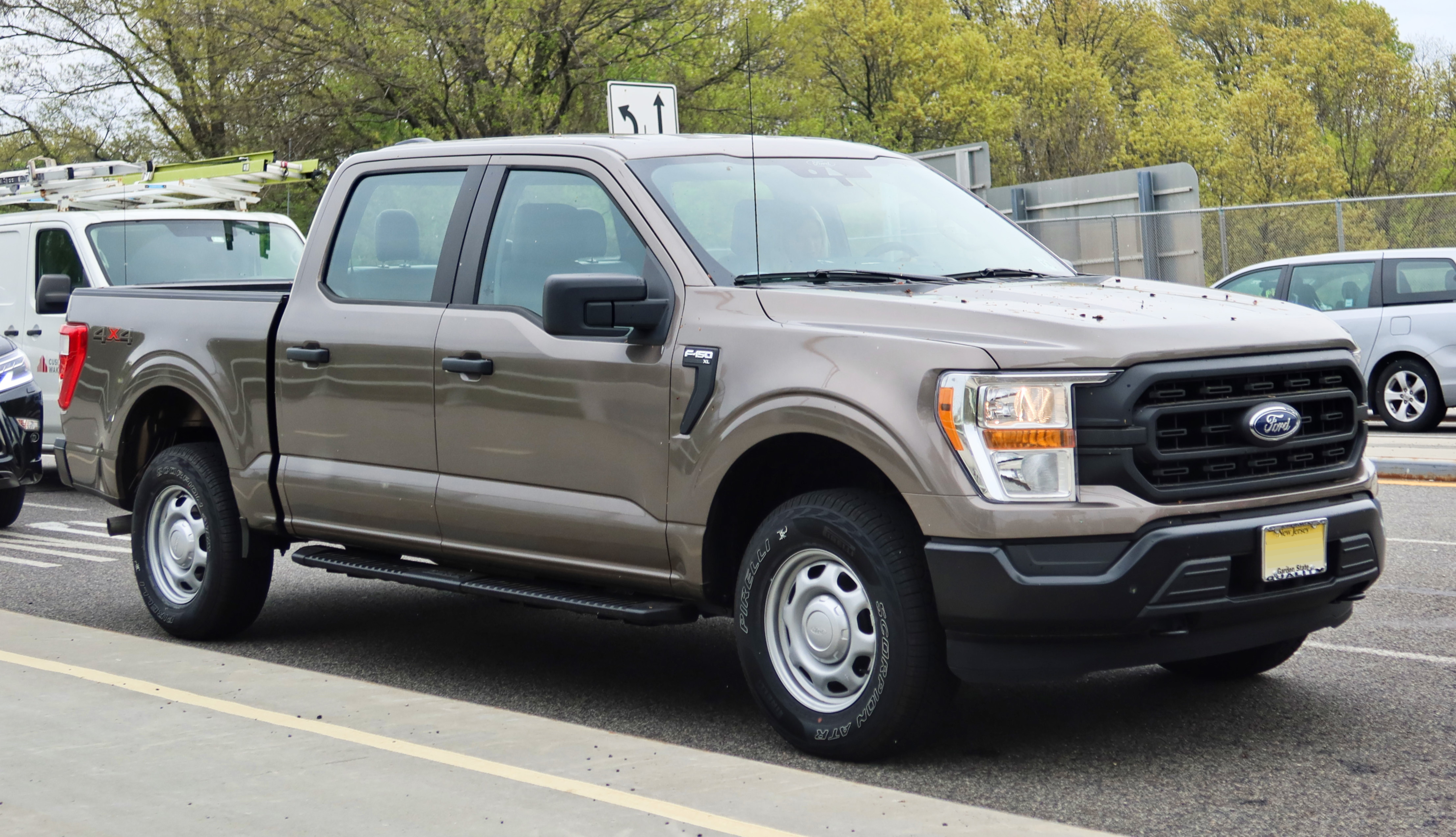
Ford F-150 (seit 2020)

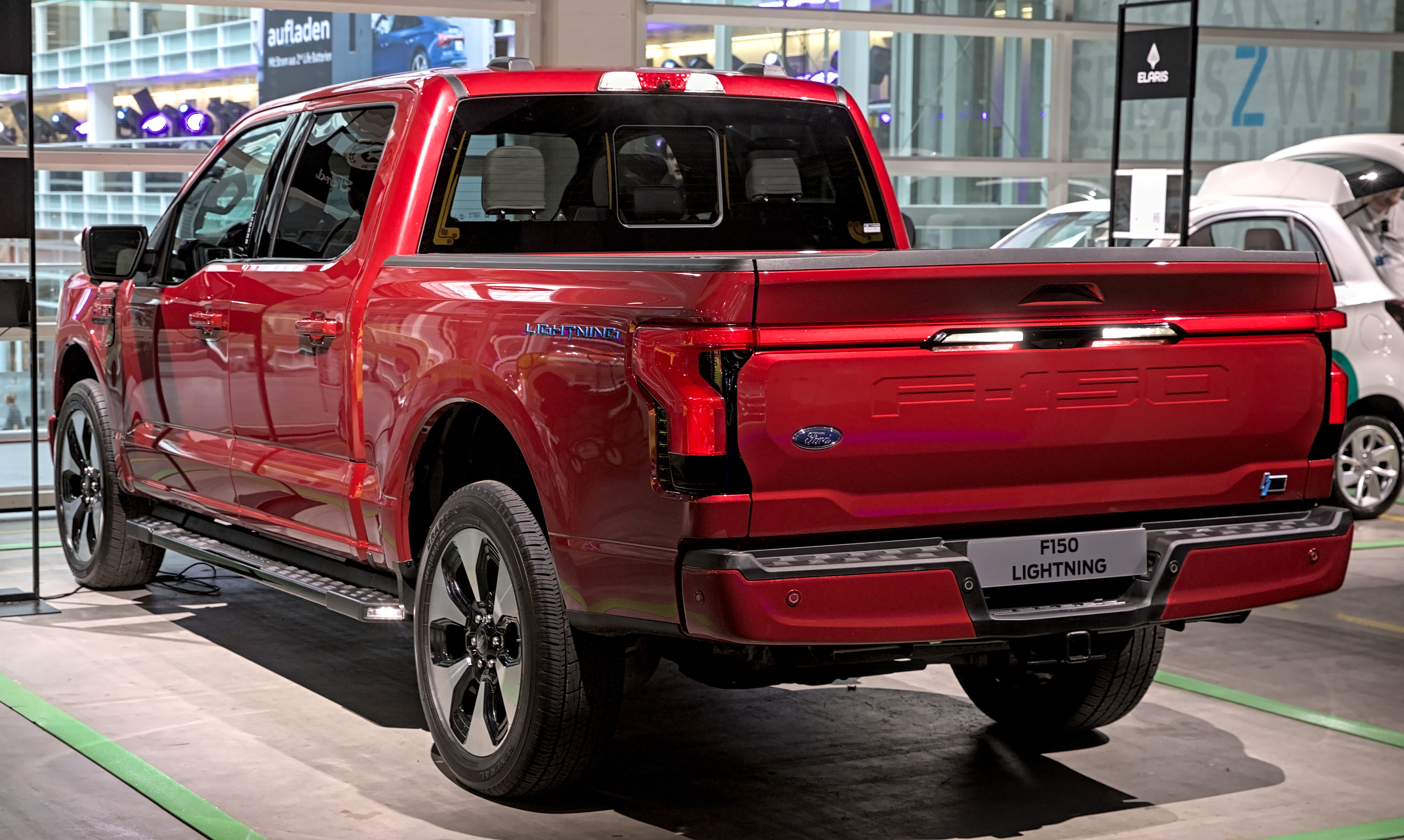
Ford F-150 Lightning (seit 2021)

Die vierzehnte Generation der Baureihe präsentierte Ford Ende Juni 2020. Der Verkauf in Nordamerika begann im August 2020. Anfang Februar 2021 präsentierte Ford den neuen Raptor. Im Juli 2022 wurde der stärkere Raptor R vorgestellt. Im August 2023 wurde eine Vermarktung einer Elektroversion auch in Europa angekündigt. Die Auslieferungen begannen in Norwegen im Februar 2024.
Antriebsseitig kommen V6- und V8-Ottomotoren zwischen 2,7- und 5,2-Liter Hubraum und ein 3,0-Liter-V6-Dieselmotor zum Einsatz. Außerdem ist erstmals ein Otto-Hybrid mit 3,5 Litern Hubraum verfügbar. Im Mai 2021 präsentierte Ford den batterieelektrisch angetriebenen F-150 Lightning, der auch in Europa vermarktet wird. Er basiert auf dem SuperCrew und hat eine maximale Reichweite nach EPA-Norm von 300 Meilen.

### Karosserieversionen
|                                   | Regular Cab                 | Regular Cab                 | Super Cab                   | Super Crew                  | Super Crew                  |
| Ladefläche                        | 6,5 ft 1981 mm              | 8,0 ft 2438 mm              | 6,5 ft 1981 mm              | 5,5 ft 1676 mm              | 6,5 ft 1981 mm              |
| --------------------------------- | --------------------------- | --------------------------- | --------------------------- | --------------------------- | --------------------------- |
| Länge × Breite × Höhe             | 5319 mm × 2029 mm × 1915 mm | 5793 mm × 2029 mm × 1948 mm | 5893 mm × 2029 mm × 1913 mm | 5893 mm × 2029 mm × 1915 mm | 6193 mm × 2029 mm × 1925 mm |
| Länge × Breite × Höhe (Raptor)    | —                           | —                           | —                           | 5908 mm × 2200 mm × 2027 mm | —                           |
| Länge × Breite × Höhe (Raptor R)  | —                           | —                           | —                           | 5908 mm × 2210 mm × 2047 mm |                             |
| Länge × Breite × Höhe (Lightning) | —                           | —                           | —                           | 5911 mm × 2032 mm × 1989 mm | —                           |
| Radstand                          | 3119 mm                     | 3594 mm                     | 3693 mm                     | 3693 mm                     | 3993 mm                     |

Länge Ladefläche in mm berechnet (1 ft = 304,8 mm)

### Technische Daten
|                            | 2.7 V6 EcoBoost             | 3.5 V6 EcoBoost             | 5.0 Ti-VCT V8               | Raptor                      | Raptor R                    | 3.5 V6 PowerBoost Full-Hybrid     | Lightning Standard-Range Battery | Lightning Extended-Range Battery |
| -------------------------- | --------------------------- | --------------------------- | --------------------------- | --------------------------- | --------------------------- | --------------------------------- | -------------------------------- | -------------------------------- |
| Bauzeitraum                | seit 2020                   | seit 2020                   | seit 2020                   | seit 2021                   | seit 2022                   | seit 2020                         | seit 2022                        | seit 2022                        |
| Motorkenndaten             |                             |                             |                             |                             |                             |                                   |                                  |                                  |
| Motortyp                   | V6-Turbo-Ottomotor          | V6-Turbo-Ottomotor          | V8-Ottomotor                | V6-Turbo-Ottomotor          | V8-Ottomotor                | V6-Turbo-Ottomotor + Elektromotor | 2 Elektromotoren                 | 2 Elektromotoren                 |
| Hubraum                    | 2694 cm³                    | 3490 cm³                    | 4948 cm³                    | 3490 cm³                    |                             | 3490 cm³                          | —                                | —                                |
| max. Leistung bei min−1    | 242 kW (329 PS) / 5000      | 298 kW (405 PS) / 6000      | 298 kW (405 PS) / 6000      | 336 kW (457 PS) / 5850      | 537 kW (730 PS) / 6650      | 321 kW (436 PS) / 6000            | 337 kW (458 PS)                  | 433 kW (589 PS)                  |
| max. Drehmoment bei min−1  | 542 Nm / 3000               | 678 Nm / 4000               | 556 Nm / 2500               | 691 Nm / 3500               | 868 Nm / 3500               | 773 Nm / 4000                     | 1050 Nm                          | 1050 Nm                          |
| Kraftübertragung           |                             |                             |                             |                             |                             |                                   |                                  |                                  |
| Antrieb, serienmäßig       | Hinterradantrieb            | Hinterradantrieb            | Hinterradantrieb            | Allradantrieb               | Allradantrieb               | Hinterradantrieb                  | Allradantrieb                    | Allradantrieb                    |
| Antrieb, optional          | Allradantrieb               | Allradantrieb               | Allradantrieb               | —                           | —                           | Allradantrieb                     | —                                | —                                |
| Getriebe, serienmäßig      | 10-Stufen-Automatikgetriebe | 10-Stufen-Automatikgetriebe | 10-Stufen-Automatikgetriebe | 10-Stufen-Automatikgetriebe | 10-Stufen-Automatikgetriebe | 10-Stufen-Automatikgetriebe       | 10-Stufen-Reduktionsgetriebe     | 10-Stufen-Reduktionsgetriebe     |
| Messwerte                  |                             |                             |                             |                             |                             |                                   |                                  |                                  |
| Höchstgeschwindigkeit      | k. A.                       | k. A.                       | k. A.                       | 192 km/h (abgeregelt)       | k. A.                       | k. A.                             | 165 km/h (abgeregelt)            |                                  |
| Beschleunigung, 0–100 km/h | k. A.                       | k. A.                       | k. A.                       | 6,0 s                       | k. A.                       | k. A.                             | 4,6 s                            | 4,5 s                            |

## Super Duty
Neben den F-150 bis F-350 gibt es seit der achten Generation ein Modell F-Super Duty, das preislich deutlich über den kleineren Varianten positioniert ist. Seit der zehnten Generation ist der Super Duty ein eigenes Modell, zu dem die Typen F-250 und darüber gehören. In einigen asiatischen Staaten ist die Baureihe auch als Ford Western bekannt; dessen erste Generation wurde bei Ford Vietnam gefertigt.

### Generation 1
Die erste Generation des Super Duty als eigenes Modell wurde 1998 vorgestellt. Es gab die Typen F-250, F-350 und F-550. 2005 erhielt das Modell ein Facelift.

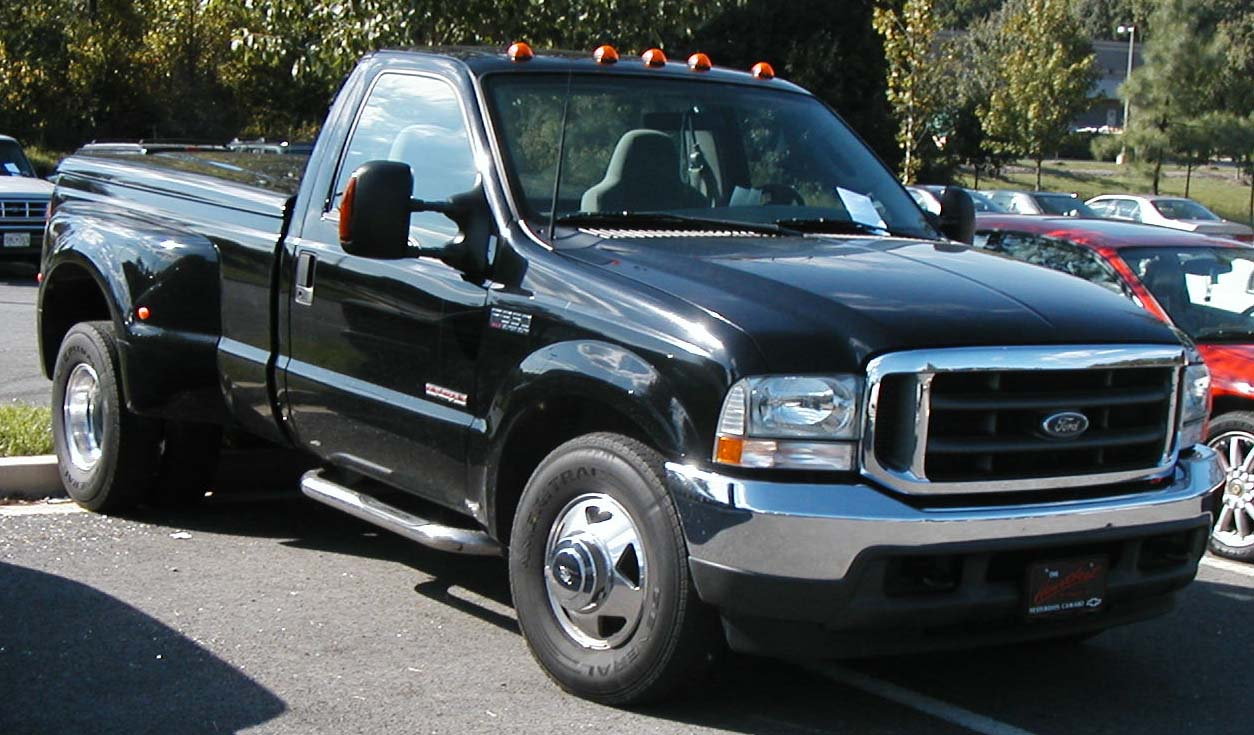
Ford F-350 (1998–2005)
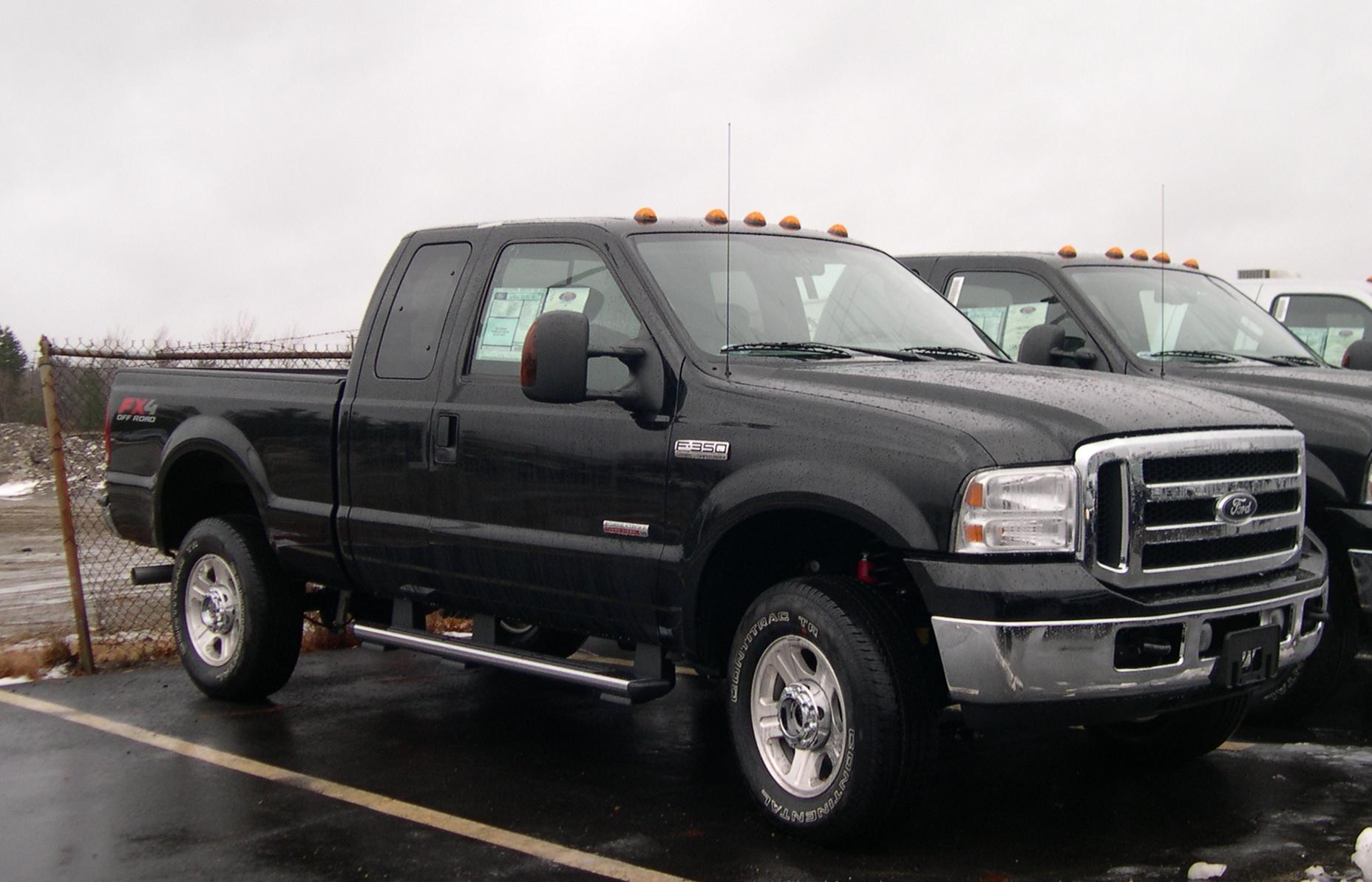
Ford F-350 (2005–2008)

### Generation 2

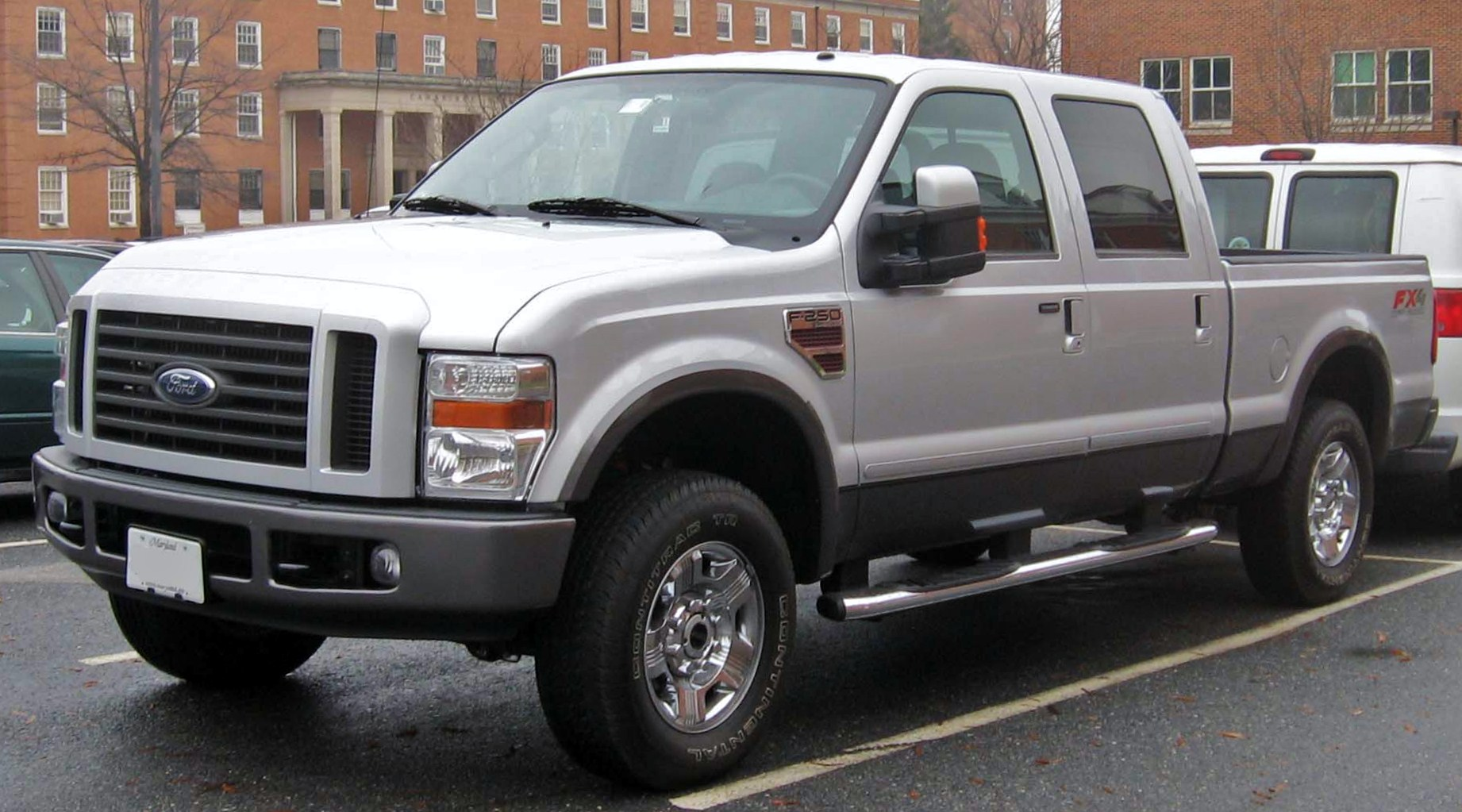
Ford F-250 (2008–2011)

Die zweite Generation des Super Duty erschien 2008, zusammen mit dem optisch deutlich abweichenden F-150 der zwölften Generation. Es gab die Typen F-250, F-350, F-450 und F-550. Ab 2008 wurde der 6,4-Liter-Powerstroke-Motor mit Bi-Turbo angeboten, der 261 kW (355 PS) und ein maximales Drehmoment von 881 Nm leistete.

### Generation 3

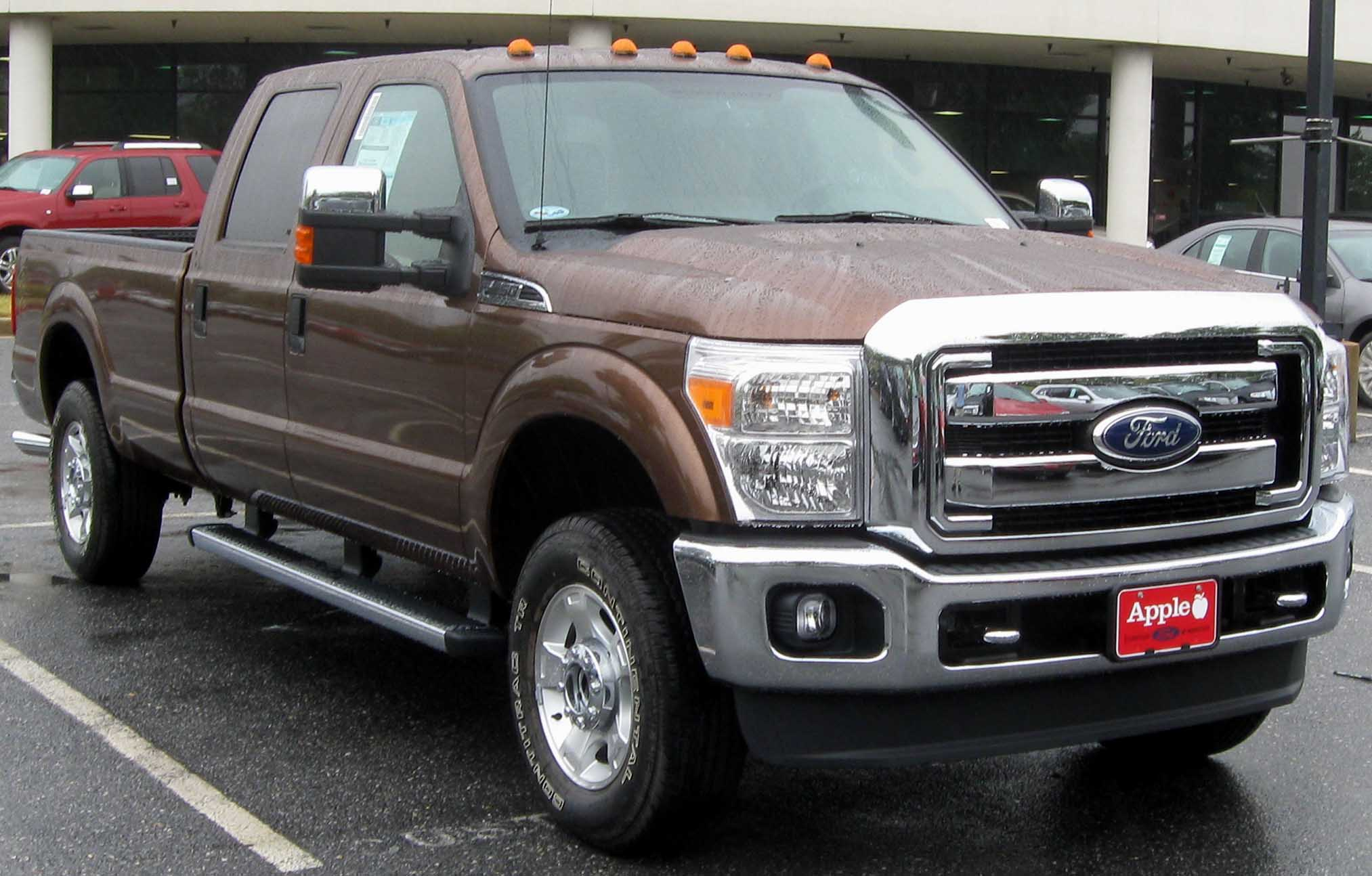
Ford F-250 (seit 2011)

2011 wurde die dritte Generation auf den Markt gebracht, deren Design sich in erster Linie durch eine neue, größere Front auszeichnete. Das Interieur wirkte hochwertiger als in der zweiten Generation und eine neue Ausstattungs-Linie Platinum wurde angeboten, die nahezu die Vollausstattung darstellte. Diese Modelle waren äußerlich zu erkennen durch einen eigenen Kühlergrill, einen seitlichen Schriftzug an den Laderaumwänden und einen dicken, abgehobenen, silbernen Streifen, der quer über die Heckklappe verlief. Daneben waren die Ausstattungsvarianten XL, XLT, Lariat und King Ranch verfügbar.
Außerdem wurden die Motoren überarbeitet. So wurde der Hubraum des Power Stroke-V8-Dieselmotors von 6,4 auf 6,7 Liter erhöht, die Leistung wuchs auf 291 kW (396 PS) und das maximale Drehmoment auf 997 Nm. Nach einem Jahr wurde die Leistung auf 298 kW (405 PS) und ein maximales Drehmoment von 1.084 Nm angehoben. Es waren außerdem zwei verschiedene Ottomotoren für die dritte Super-Duty-Generation erhältlich. Der 5,4-Liter-Triton-V8-Motor wurde durch einen E85-tauglichen 6,2-Liter-Boss-V8-Motor mit 287 kW (390 PS) ersetzt. Der zweite Ottomotor, ein 6,8-Liter-Triton-V10-Motor, wurde unverändert übernommen, war nun jedoch nur noch für die Modelle F-450 und F-550 verfügbar.
Seit dem Modelljahr 2015 wird ein technisch überarbeiteter 6,7-Liter-Power Stroke-Dieselmotor verbaut; durch einen größeren Turbolader leistet er bis zu 328 kW (446 PS) und gibt maximal 1.170 Nm Drehmoment ab.

## Medium Duty

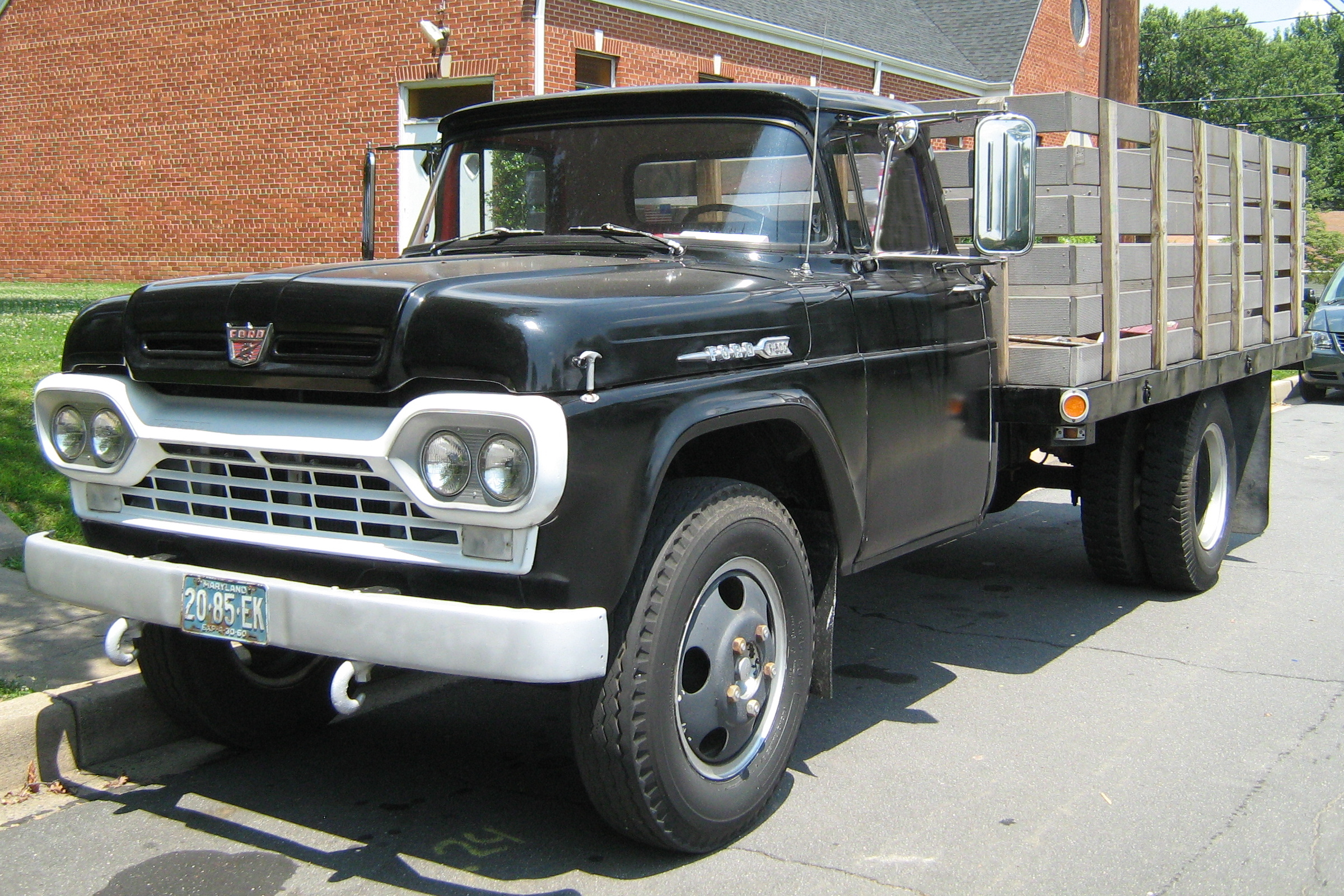
F-500 Medium Duty-Lkw von 1960

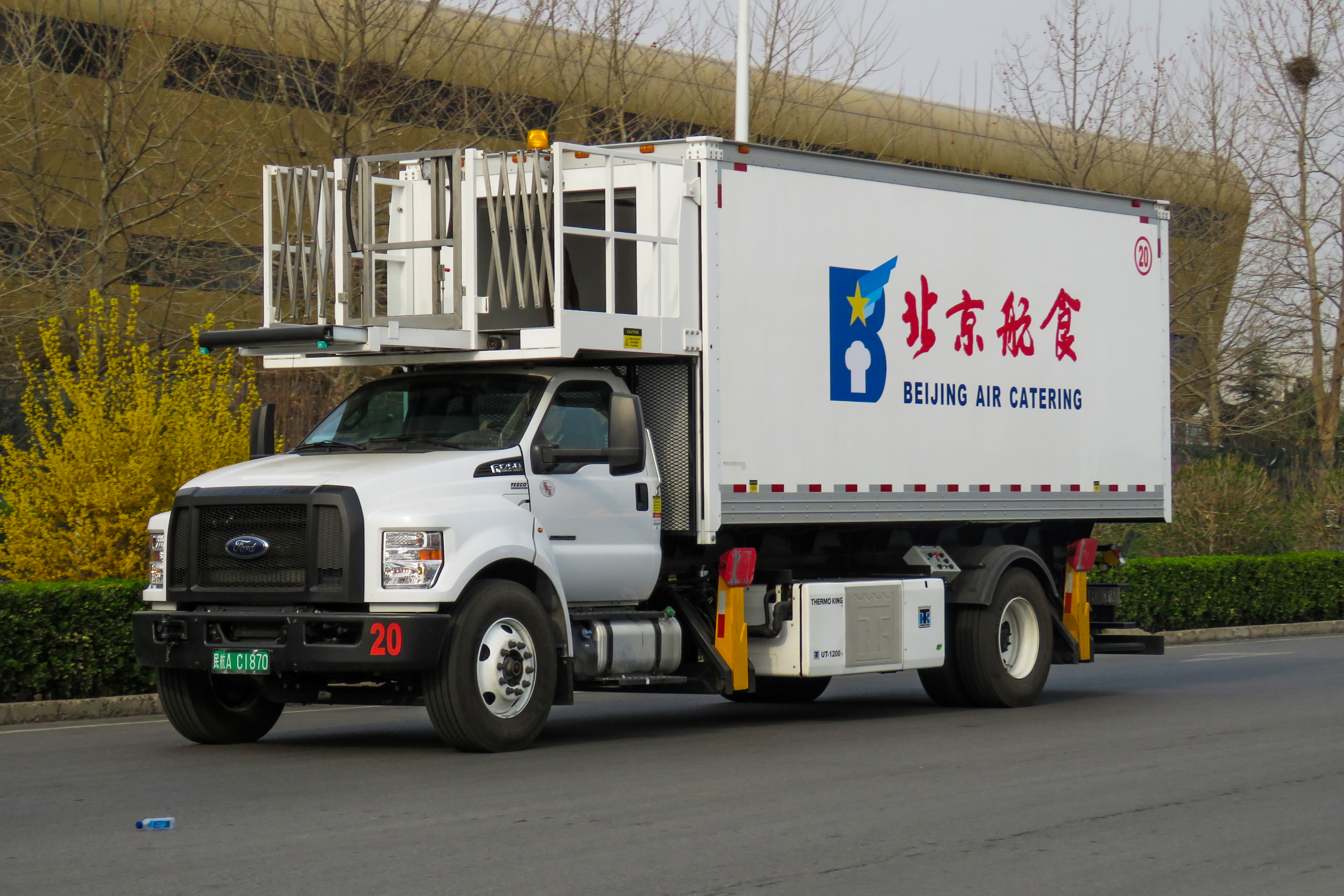
F-750 als Catering-Truck

Zur Medium Duty-Reihe zählen aktuell die Varianten F-650 und F-750, sowie früher die Varianten F-500, F-600, F-700 und F-12000 (nur in Südamerika). Sie sind im Gegensatz zu den kleineren Varianten von Ford nur als Chassis-Cab erhältlich.

### F-650 Supertruck
Der Tuningbetrieb SuperTruck in Augusta (Georgia) bietet Pickup-Umbauten auf Basis des F-650-Chassis.

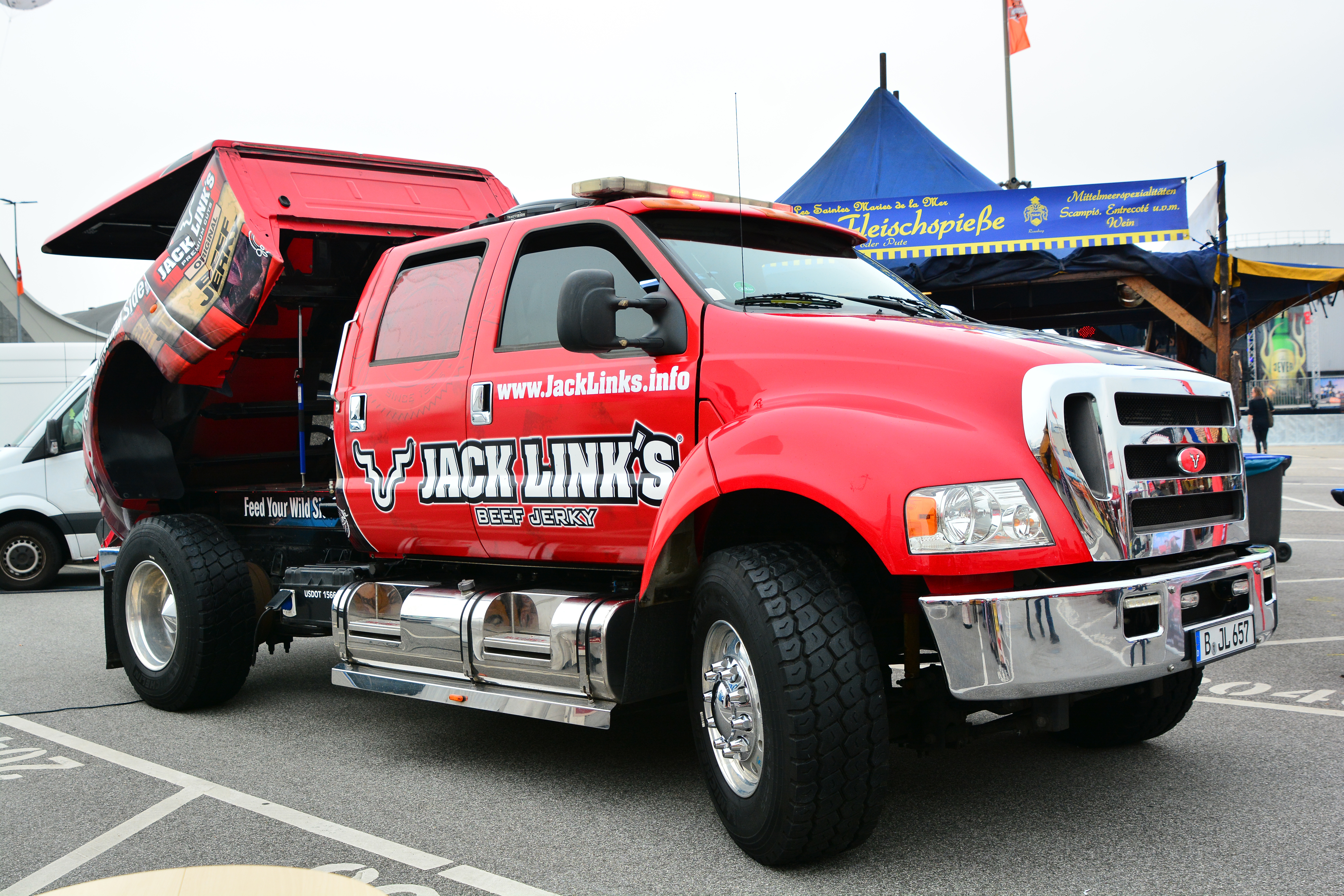
Ford F-650 Super Duty (2007)
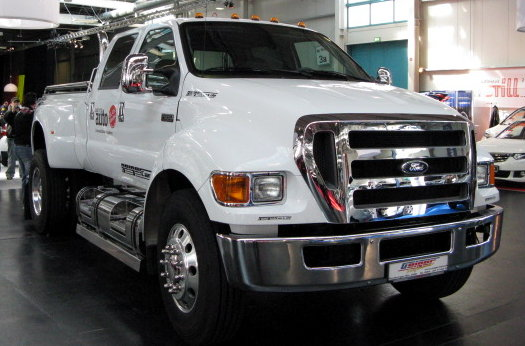
Ford F-650 (seit 2008)